# Hongzhou zong
Hongzhou zong (chiń. 洪州宗, pinyin hóngzhōuzōng) – szkoła hongzhou - szkoła (linia przekazu Dharmy) chan, która prowadzona przez mistrza chan Mazu Daoyi (709-188) i jego uczniów, zastąpiła różnorodne tradycje wczesnego chanu i zdominowała ruch chan w okresie 100 lat, od okresu po rebelii Ana Lushana (755-763) do okresu po prześladowaniu buddyzmu przez cesarza Huichanga (會昌, pan. 841-846). Mistrz Mazu i jego uczniowie do dziś zajmują główne pozycje w panteonie chan, a szkoła wyznaczyła nową ortodoksję chanu. Jej spadkobierczynią była dominująca później szkoła linji, której założyciel mistrz chan Linji Yixuan (zm. 866) był w trzecim pokoleniu spadkobiercą Mazu. Szkoła hongzhou wpłynęła w decydujący sposób na późniejszy rozwój chanu, sŏnu i zenu.

## Historia szkoły

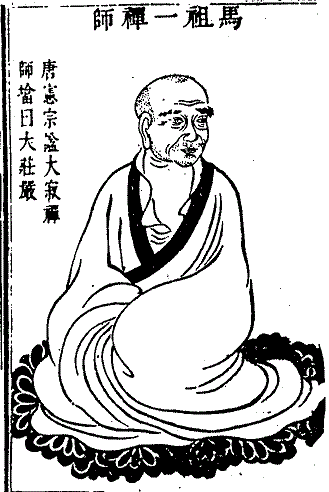
Mistrz chan Mazu Daoyi

### Nazwa
Nazwa szkoły pochodzi od miejsca pobytu mistrza Mazu. Około 770 roku mistrz Mazu otrzymał zaproszenie do gubernatora z Hongzhou Lu Sigonga (711–781). Hongzhou było stolicą prefektury. Opuścił więc górę Gonggong pozostawiając tam w klasztorze część swoich uczniów pod przywództwem Xitanga Zhizanga i przybył do Hongzhou z drugą grupą uczniów. Mazu został opatem sponsorowanego przez państwo klasztoru Kaiyuan.
Mazu rezydował w tym klasztorze ponad 20 lat. W miarę jak jego sława rosła, przyciągał coraz większą liczbę uczniów, nie tylko z południa, ale z całego imperium. Byli wśród nich tak wybitni mnisi jak Nanquan Puyuan (748–835), Fenzhou Wuye (761–823), Guizong Zhichang (bd), Xingshan Weikuan (755–817), Zhangjing Huaihui (756–815), Danxia Tianran (739–824), Dongsi Ruhui (744–823), Tianhuang Daowu (748–807) i Furong Taiyu (747–826).

### Wstępne informacje
Szkoła hongzhou przedstawia kluczową fazę w ewolucji chińskiego buddyzmu chan. Odziedziczyła ona i kreatywnie rozwinęła obfitą spuściznę zsinizowanego buddyzmu i wczesną tradycję ruchu chan z ich doktrynalnymi, praktycznymi, genealogicznymi i instytucjonalnymi paradygmatami. Oto szkoły chan istniejące wcześniej:
| Szkoła/linia przekazu     | Przywódca/założyciel        | Główna lokalizacja |
| Wschodnia Góra (Dongshan) | Hongren (601-674)           | Hubei              |
| Północna szkoła chan      | Yuquan Shenxiu (606-706)    | Chang’an, Luoyang  |
| Południowa szkoła chan    | Huineng (638-713)           | Guangdong          |
| Heze                      | Heze Shenhui (684-758)      | Luoyang            |
| Niutou                    | Niutou Farong (594-657)     | Jiangsu i inne     |
| Jingzhong                 | Jingzhong Wuxiang (684-762) | Syczuan            |
| Baotang                   | Baotang Wuzhu (714-774)     | Syczuan            |
| Lao’an                    | Songyue Hui’an (580-707)    | Syczuan            |

Powstanie szkoły hongzhou zbiegło się ze stopniowym schyłkiem i zniknięciem różnych szkół wczesnego chanu. Można założyć, że gdyby nie powstała szkoła hongzhou, która zastąpiła te wcześniejsze tradycje, ruch chan czekał by stopniowy upadek i nawet ostateczne zniknięcie. Szkoła hongzhou nie tylko bowiem zastąpiła te tradycje, ale skonsolidowała i zjednoczyła ten wczesny bardzo rozbity ruch chan.
Co więcej, poprzez to zjednoczenie i stabilizację ruchu chan, Mazu i jego uczniowie wspomogli integrację chanu z głównym nurtem buddyzmu, chociaż - paradoksalnie - uczynili to poprzez wzmocnienie wyróżniającej się tożsamości ich tradycji. Zaprezentowali inkluzywną i ekspansywną wersję chanu jako tradycję wewnątrz buddyzmu, wysuwając swoje nauki jako esencję buddyjskiej duchowości. W wyniku tego wprowadzili szkołę chan na środkową drogę, daleką od krańcowych antynomizmów np. szkoły baotang w Syczuanie, czy nawet dzielącego sekciarstwa Hezego Shenhui, który wszczął kampanię przeciwko szkole północnej chan. Tak więc szkoła hongzhou reprezentowała skonsolidowany i dojrzały chan, będący kulminacją jego ewolucji w okresie Tang.
We wczesnym okresie chanu nie istniały jeszcze określenia typu chanzong (szkoła/linia chan). Używano różnorodnych określeń, takich jak Dongshan famen (Brama Dharmy ze Wschodniej Góry), Dasheng dunjiao (Nagłe nauki mahajany), Damo zong (Linia [przekazu] Bodhidharmy) oraz Chanmen (Brama chan). Świadczyło to m.in. o tym, że chan nie osiągnął jeszcze jakiejś spójnej własnej identyfikacji. W momencie, gdy szkoła hongzhou ze swoją doktryną "zwyczajny umysł jest oświeceniem" zaczęła stopniowo dominować w ruchu chan, wyłoniła się także praktyka "dialogów spotkaniowych", która szybko dojrzała. Ukończono wtedy konstruowanie genealogii chan i zainicjowano zakładanie klasztorów chan. Pojawiły się wtedy takie określenia jak chanzong lub chanmen zong (szkoła/linia bramy chan), co wskazuje na ogólne uznanie tradycji chanu jako niezależnej linii przekazu/szkoły.
Wizja szkoły hongzhou jako ikonoklastycznej tradycji, z ekscentrycznymi mistrzami chan, jest dziełem pseudohistorycznych i mitologizujących prac powstałych w okresie Song lub jeszcze później.
Poprzez szkołę linji, która zdominowała później chan, ale również i koreański sŏn oraz została przeniesiona do Japonii i Wietnamu, spadek po szkole hongzhou kształtuje w dalszym ciągu religijną i społeczną tożsamość tradycji chan/sŏn/zen w Azji Wschodniej.

### Źródła
Historię szkoły i jej nauki poznać można z tekstów, które można ułożyć w trzech różnych grupach:
- biografie mistrzów, zapisy dialogów spotkaniowych pomiędzy nauczycielem a uczniem, inskrypcje na stelach[a]; Song gaoseng chuan, Zutang ji, Jingde chuandeng lu itp.
- prace Guifenga Zongmi, Huangbo Xiyuna Chuanxin fayao (Istotne nauki o przekazie Umysłu) oraz teksty i katalogi ówczesnych japońskich buddystów takich jak Saichō (767-822), Ennin (794-864) czy Enchin (814-891), odwiedzających Chiny.
- teksty intelektualistów z okresu Tang, takich jak np. Bai Juyi (772-846), Duan Chengshi (zm. 863) oraz inne odpowiednie wiersze i eseje[8].

### Dzieje szkoły

#### Rozproszenie się uczniów Mazu
Centralna postacią szkoły był mistrz chan Mazu Daoyi, jednak późniejsza jej historia związana jest z działalnością jego uczniów.
Mazu miał największą liczbę bliskich uczniów (chiń. rushi dizi, dosł. "uczniowie, którzy weszli do pokoju") ze wszystkich mistrzów chan w okresie Tang i także w całej historii chanu. Pochodzili z całych Chin, chociaż najwięcej pochodziło z prowincji, w których Mazu nauczał, czyli z Fujian i Jiangxi oraz sąsiednich prowincji takich jak Hunan i Zhejiang.
Podobnie rozproszyli się uczniowie Mazu po zostaniu spadkobiercami Dharmy. Najwięcej z nich założyło swoje wspólnoty monastyczne w Jiangxi i Hunan, oraz w Zhejiang, Shanxi, Shaanxi i Hubei. Oto prawie pełna lista rozproszenia się uczniów Mazu po Chinach:
| Prowincja   | Liczba uczniów według Mario Poceskiego | Liczba biografii w Jingde chuandeng lu | Liczba uczniów według Jinhua Jia | Założone klasztory | Miejsce klasztoru                                                |
| Anhui       | 6                                      | 3                                      | 4                                | 1                  | Chizhou                                                          |
| Fujian      | 4                                      | 2                                      | 2                                | 0                  | Fuzhou, Tingzhou                                                 |
| Guangdong   | 6                                      | 1                                      | 5                                | 0                  | Shaozhou, Guangzhou, Xunzhou                                     |
| Hebei       | 5                                      | 5                                      | 5                                | 0                  | Dingzhou, Youzhou, Zhenzhou, Cizhou                              |
| Henan       | 4                                      | 2                                      | 7                                | 2                  | Dengzhou, Luoyang, Henanfu, Tangzhou                             |
| Hubei       | 11                                     | 3                                      | 12                               | 4                  | Yingzhou, Ezhou, Suizhou, Jingzhou, Huangzhou, Xiangzhou         |
| Hunan       | 13                                     | 10                                     | 17                               | 0                  | Hengzhou, Lizhou, Tanzhou, Lianzhou, Langzhou                    |
| Jiangsu     | 7                                      | 1                                      | 7                                | 1                  | Huzhou, Changzhou, Yangzhou, Suzhou                              |
| Jiangxi     | 21                                     | 16                                     | 21                               | 3                  | Hongzhou, Xinzhou, Quzhou, Jiangzhou, Yuanzhou, Qianzhou, Fuzhou |
| Shandong    | 1                                      | 0                                      | 1                                | 0                  | Qizhou                                                           |
| Shaanxi     | 11                                     | 6                                      | 8                                | 0                  | Jinzhou, Huazhou, Chang’an                                       |
| Shanxi      | 11                                     | 5                                      | 13                               | 0                  | Jingzhaofu, Xinzhou, Daizhou, Fenzhou, Taiyuan, Puzhou, Luzhou   |
| Zhejiang    | 11                                     | 6                                      | 13                               | 4                  | Taizhou, Mingzhou, Yuezhou, Huzhou, Wenzhou, Hangzhou, Wuzhou    |
| Silla       | 0                                      | 1                                      | 1                                | ?                  | Silla (Korea)                                                    |
| Brak danych | 28                                     | 16                                     | 29                               | (29)               |                                                                  |
| Razem       | 139                                    | 76                                     | 145                              | 15                 |                                                                  |

Po ukończeniu studiów pod kierunkiem Mazu, zaledwie kilku uczniów powróciło do swoich rodzinnych regionów, większość wybrała nowe miejsca pobytu. Prawie 20% uczniów osiedliło się w południowej prowincji Jiangxi. Ponad 20 uczniów udało się do prowincji północnych Shanxi i Shaanxi. W niektórych prowincjach północnych sytuacja po rebelii An Lushana była niepewna, miały one na wpół niezależny status, co zniechęcało do zakładania wspólnot monastycznych. Pięciu uczniów przebywało w Hebei itd. Ogólnie można stwierdzić, że szkoła hongzhou miała swoich przedstawicieli we wszystkich rejonach Chin.
Wbrew współczesnym popularnym opiniom o ich ikonoklastyczej postawie, mnisi ci byli świetnie przygotowani zarówno do działania wśród mnichów jak i intelektualistów oraz urzędników dworskich. Byli świetnie zaznajomieni z buddyjskimi sutrami, doktrynami i praktykami. Drugą mylną opinią o tej szkole jest jej egalitaryzm, dzięki czemu szkoła ta miała wprowadzić nauki chanu w ogół społeczeństwa. Tymczasem w okresie Tang (ale także i poprzez większość historii chanu) nauczyciele chan byli liderami elitarnej kontemplatywnej tradycji i większość z uczniów Mazu wyraźnie mieściła się w tym wzorze.
Po śmierci mistrza Mazu w 788 roku liderem szkoły został mistrz chan Xitang Zhizang, rezydujący w klasztorze Kaiyuan w Hongzhou. Wyłanianie się tego mistrza na lidera szkoły rozpoczęło się jeszcze w latach 60. VIII wieku, gdy Mazu, który przeniósł się do Hongzhou, pozostawił go w klasztorze w Gonggong, aby prowadził przebywających w nim uczniów. Na steli Mazu jest on wymieniony na drugim miejscu po Dazhu Huihaiu. Zapewne ze względu na to, że Xitang nie pozostawił po sobie wybitnych uczniów zachowało się o nim niewiele informacji. Jednak to dzięki niemu nauki szkoły zostały przeniesione do Korei przez trzech jego uczniów. Byli nimi Wŏnjŏk Toŭi (zm. 825) – prekursor szkoły kaji, Chinggak Hongch'ŏk (zm. 828?) – założyciel szkoły silsang i Chŏgin Hyech'ŏl (785–861) – założyciel szkoły tongni.
Najsłynniejszym uczniem mistrza Mazu stał się Baizhang Huaihai, który rozwinął się w jednego z największych mistrzów chan w historii. Był tak skromny, że nie został umieszczony na liście uczniów Mazu umieszczonych na steli. Po śmierci Mazu, gdy Xitang zaczął prowadzić szkołę, Baizhang zamieszkał w pobliżu stupy poświęconej Mazu na górze Shimen. Później otrzymał zaproszenie do zamieszkania w klasztorze na górze Baizhang (znanej także jako Daxiong). Spędził tam ponad 20 lat. Jego najsłynniejszymi uczniami stali się Guishan Lingyou (771-853) oraz Huangbo Xiyun (zm. 850), uznani później za wiodących mistrzów chan swojego pokolenia.
W klasztorze Letan na górze Shimen, gdzie został pochowany Mazu, poza Baizhangiem rezydowali także Letan Fahui, Letan Weijian i Letan Changxing. Z kolei na słynnej górze Lu, na której nigdy nie było żadnej reprezentacji chan, zamieszkali Guizhong Zhichang i Gaocheng(?) Fazang. Pomiędzy 815 a 818 rokiem doszło na górze Lu do spotkania Guizhonga z poetą Bo Juyi i urzędnikiem z ambicjami literackimi Li Bo, autorem inskrypcji na steli mistrza Xitanga.
Innymi uczniami Mazu, którzy działali w Jiangxi, byli Shigong Huizang, Nanyuan Daoming i Yangqi Zhenshu (zm. 820). Shigong osiadł na górze Shigong na południu od Linchuan. Klasztor Daominga znajdował się na górze Nanyuan w prefekturze Yuanzhou w zachodniej części prowincji. Zhenshu osiadł w pobliżu na górze Yangqi. Góra ta długo utrzymała pozycję ważnego centrum chanu. Na początku XI wieku nauczał tu Yangqi Fanghui (992-1049) lider linii przekazu yangqi, jednej z dwu głównych linii szkoły linji, która rozkwitła w okresie dynastii Song. W północno-wschodnim rejonie Jiangxi nauczał na górze Ehu mistrz Ehu Dayi, który potem przeniósł się do Chang’anu.
Swoje wspólnoty monastyczne na południu w Fujian założyli tacy mistrzowie jak Guiyang Wuliao i Shuitang heshang. Natomiast mistrzowie Shaozhou Ruyuan i Luofu Xiuguang założyli klasztory w Guangdong.
Najbardziej znanymi mistrzami, którzy prowadzili swoje klasztory w prowincji Hunan, byli Yaoshan Weiyan, Dongsi Ruhui, Xiyuan Tanzang, Deng Yinfeng i Zhaoti Huilang.
W prowincji Hubei głównymi uczniami Mazu, którzy tam osiedli byli Ziyu Daotong i Ezhou Wudeng.
Po Jiangxi najwięcej uczniów Mazu osiadło w prowincji Zhejiang, spośród których trzeba wymienić mistrzów Yanguana Qi’ana, Dazhu Huihaia, Dameia Fachanga, Hangzhou Zhizanga, Lühou Ningbi, Tianmu Mingjue i Wuxie Lingmo.
Spora liczba uczniów Mazu przeniosła się także na północ od rzeki Jangcy. Najwięcej z nich osiadło w Shaanxi i Shanxi. W rejonie tym znajdował się również i Chang’an. Wśród nich byli Fenzhou Wuye, Ganquan Zhixian i Magu Baoche. Pierwszym z uczniów Mazu, który osiadł w Chang’anie był Ehu Dayi. Chociaż nie przebywał w stolicy zbyt długo, jego pobyt był bardzo znaczący, gdyż był pierwszym, który wprowadził szkołę hongzhou do politycznego i kulturalnego centrum cesarstwa Tangów. Przetarł drogę dla takich mistrzów jak Zhangjing Huaihui i Xingshan Weikuan, którzy wywarli największy wpływ na losy szkoły hongzhou w Chang’anie i poza nim. Innymi mistrzami działającymi w stolicy byli także Huayan Zhizang, Haozhi, Caotang heshang, Xingping heshang, Huaitao, Xiantong Jueping i Fuchong. Z kolei w rejonie, który dziś tworzy prowincję Henan, osiedli Danxia Tianran i Funiu Zizai.
Najbardziej znanym mistrzem hongzhou, którzy osiedli w Luoyangu był Foguang Ruman. Jego najbardziej znanym uczniem był Bo Juyi.

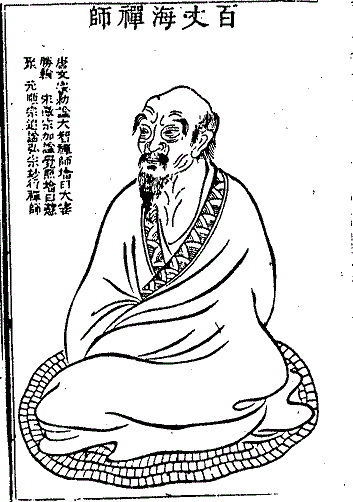
Mistrz chan Baizhang Huaihai

#### Dalsze losy szkoły
Wbrew nazwie szkoły, która określała jej lokalne i prowincjonalne pochodzenie, szkoła ta opanowała zasadniczo wszystkie rejony ówczesnych Chin. Nieprawdziwa jest również opinia, jakoby ta linia przekazu nie poszukiwała wsparcia dworu cesarskiego i elit arystokratycznych. Mniemanie to wynikło głównie z późniejszego romantycznego przekonania, że szkoła ta oznaczała zerwanie z wczesnym chanem, a więc tym samym musiała być we wszystkim inna od np. szkoły północnej, która była mocno powiązana z ośrodkami władzy.
Główną różnicą dzielącą szkołę hongzhou od szkoły północnej było to, że jej wkroczenie do stolic nie odbyło się kosztem prowincjonalnej bazy. Brak takiej mocnej bazy spowodował upadek szkoły północnej po rebelii Ana Lushana. Gdy Yuquan Shenxiu w 701 roku przybył do Luoyangu, zmieniło to całkowicie charakter tej szkoły chan zwłaszcza, że jego uczniowie Laoshan Yifu i Songshan Puji także działali w obu stolicach. Natomiast nawet jeśli kilku uczniów Mazu osiadło w Chang’anie, to o wiele więcej pozostało w innych regionach kraju. Być może to właśnie liczba uczniów Mazu, którzy rozproszyli się po właściwie całych ówczesnych Chinach spowodowała, że nigdy nie powstał obraz tej szkoły jako ukierunkowanej na dwór cesarski. To oni zmienili szkołę hongzhou z lokalnej tradycji w główną siłę chanu w cesarskich Chinach już na początku IX wieku. Szkoła rozwijała się według następującego wzoru:
- stworzenie silnej regionalnej bazy w Jiangxi i sąsiednich południowych prowincjach
- stworzenie centrów monastycznych w innych prowincjach imperium
- zaznaczenie swojej obecności w obu stolicach

Był to ruch niezaplanowany, który rozwijał się dzięki niezależnym wysiłkom indywidualnych mnichów i w ciągu około 40 lat stał się jedynym przedstawicielem chińskiego chanu.
W rozwoju szkoły pomógł także patronat cesarski i arystokratyczny. Mnisi szkoły hongzhou przybyli do stolic w chwili, gdy władza cesarska zaczęła się ponownie konsolidować po rebelii Ana Lushana i nastąpiło przywrócenie prestiżu dynastii Tangów. Klasztor Kaiyuan, w którym przebywał Mazu, był dużym klasztorem sponsorowanym przez państwo i należał do całej sieci klasztorów państwowych, zorganizowanej za panowania cesarza Xuanzonga (玄宗, pan. 712-756) w 739 roku. Podczas swojego ponaddwudziestoletniego w nim pobytu Mazu poznał wielu intelektualistów i wysokich urzędników dworskich, z których część została jego patronami. O ile jednak szkoła północna cieszyła się patronatem dworu cesarskiego, to szkoła hongzhou polegała zasadniczo na patronacie lokalnych urzędników w prowincjach. Było to między innymi związane z osłabieniem dworu cesarskiego.
Taki sam wzór patronatu był kontynuowany w następnych pokoleniach szkoły. Tak więc romantyczne wyobrażenia o całkowitej samowystarczalności oparte na legendzie o klasztorze Baizhanga i jego powiedzeniu "Dzień bez pracy jest dniem bez jedzenia" (一日不作一日不食) nie odpowiadają prawdzie i były tworem wyobraźni uczonych i religijnej atmosfery okresu Song i czasów późniejszych.
Mazu był świadomy, że oprócz jego potężnej linii przekazu istnieją jeszcze inne i utrzymywał z niektórymi mistrzami chan bardzo serdeczne stosunki. Niektórzy z jego uczniów byli przedtem uczniami innych mistrzów zwłaszcza związanych ze szkołą niutou, która wówczas przeżywała okres swojego największego rozwoju. Góra Jing, na której znajdował się klasztor mistrza chan tej szkoły Jingshana Faqina (Daoqina) (714-792), była położona w okolicy Hongzhou. Co najmniej trzech uczniów Mazu: Xitang, Daowu i Danxia z polecenia Mazu odwiedziło go. Kilku uczniów Mazu było przedtem uczniami Faqina. Obie te szkoły najwyraźniej wpływały na siebie; miały podobny stosunek do medytacji, również wpływy filiozofii madhjamiki w praktyce niutou zapewne ukształtowały niektóre elementy doktryny hongzhou.
Bliskie relacje łączyły Mazu z mistrzem chan Shitou Xiqianem, którego Mazu darzył szacunkiem, który wyraził się m.in. tym, że Mazu posyłał mu swoich uczniów do nauki, chociaż był to wówczas mało znany nauczyciel chanu, o wiele mniej wpływowy od Faqina czy innego mistrza szkoły niutou Huizhonga (682-769). Najwyraźniej ówcześni mistrzowie chan nie przywiązywali obsesyjnej uwagi do swoich linii przekazu.
Na początku IX wieku linie przekazu niutou, szkoły północnej i heze praktycznie przestały się w ogóle liczyć. Jedyną szkołą chan rozwijającą się nieustannie była szkoła hongzhou, a zdecydowana większość znanych mistrzów chan to byli uczniowie Mazu. Szkoła hongzhou zaakceptowała ortodoksję wcześniejszych szkół/linii przekazu chan i w istocie stała się jedynym nosicielem ortodoksji chanu.
Istotną innowacją szkoły hongzhou była koncepcja multilinearnego przekazu. We wczesnym chanie przekaz odbywał się w jednej linii, natomiast od połowy okresu Tangów linia przekazu chan po Szóstym Patriarsze była opisywana jako wielość odgałęzień wyrastających z jednego pnia. Taki pluralistyczny obraz linii chan jest widoczny w Baolin zhuan, chociaż tekst ten kończy się na mistrzu Mazu jako głównej postaci tej generacji. Praca ta zajmuje się m.in. także takimi mistrzami jak Shitou Xiqian, Qingyuan Xingsi, Nanyang Huizhong i Heze Shenhui. Taka ekumeniczna postawa wynikała z tolerancyjnego nastawienia szkoły hongzhou do innych szkół i linii przekazu, co kontrastowało z sekciarską postawą Yuquana Shenxiu, który popierał tylko monolinearny przekaz.
Zastępując różnorodne tradycje wczesnego chanu, szkoła hongzhou odegrała zjednoczeniową rolę w ruchu chan. Zamiast odrzucić wcześniejsze tradycje, szkoła hongzhou wyłoniła się jako ich następca i przekaziciel ortodoksji chanu. Tradycja ta wybrała drogę środkową, ustawiając się jako integralna część głównego nurtu buddyzmu, unikając zarówno antynomicznych ekscesów szkoły baotang i sekciarstwa szkoły północnej.
Następne generacje uczniów także wykazywały nastawienie do rozpraszania się na terenie ówczesnych Chin. Oto jak rozeszli się po Chinach uczniowie jednego z wiodących uczniów Mazu - Baizhanga Huaihaia:
| Prowincja | Liczba uczniów |
| Hebei     | 2              |
| Henan     | 2              |
| Jiangsu   | 2              |
| Zhejiang  | 3              |
| Jiangxi   | 11             |
| Guangdong | 2              |
| Hunan     | 2              |
| Fujian    | 1              |

Chociaż wyraźnie widać, że uczniowie Baizhanga osiedlili się w określonym geograficznie rejonie, to w połączeniu z uczniami prawie 150 innych mistrzów chan z pierwszej generacji po Mazu, szkoła hongzhou pokrywała całe ówczesne Chiny.
Przez prawie cały IX wiek szkoła utrzymała dominującą pozycję, jej wpływy sięgnęły także do innych krajów Azji Wschodniej. Szczególnie mocno oddziałała na Koreę, ale są również przekazy historyczne o działalności misjonarskiej w Wietnamie i Japonii. Na początku IX wieku kilka tekstów szkoły zostało przewiezionych do Japonii przez mnichów szkoły tendai Ennina (799-852) i Enchina (814-891). Wśród nich był tekst Baolin zhuan i wczesna wersja tekstu Baizhanga. Jednym z pierwszych mnichów chan, który udał się do Japonii, był Yikong, uczeń Yanguana Qi’ana, a więc z drugiego pokolenia szkoły.
Pod koniec panowania Tangów istnienie szkoły hongzhou jako luźno zorganizowanego ruchu, zostało stopniowo zastępowane przez powstanie kilku regionalnych tradycji. Pierwszą z nich, którą można postrzegać jako inną tradycję była szkoła/linia przekazu guiyang, której założyciele - mistrz chan Guishan Lingyou i jego uczeń Yangshan Huiji - byli odpowiednio uczniami Mazu w drugim i trzecim pokoleniu. W końcowych latach panowania dynastii Tang, szkoła guiyang była prawdopodobnie najbardziej wpływową siłą ruchu chan. Mimo tego szkoła ta nie przetrwała upadku dynastii. W oczach późniejszych pisarzy praktykujących chan, głównym spadkobiercą Mazu i szkoły hongzhou był Linji Yixuan, założyciel szkoły linji, która po mało obiecującym początku w końcówce panowania Tangów, w okresie Późniejszej dynastii Tang stała się już główną tradycją szkoły chan.
Rozpoznanie oddzielnych linii przekazu chan jest już ewidentne w pracy Zongmen shigui lun (Rozprawa o dziesięciu regułach szkoły chan). Wymieniono w niej takie linie jak guiyang, Deshan Xuanjian, linji, caodong, Xuefeng Yicun i yunmen. Na początku panowania Songów guiyang, linji, caodong, yunmen i fayan stały się znane jako pięć szkół/linii przekazu chan. W tej nowej konfiguracji kilka węższych linii przekazu zastąpiło szerszy ruch zdominowany wcześniej przez szkołę hongzhou.
Od okresu panowania dynastii Song rozpoczęła swoją dominację szkoła linji, która nie tylko była głównym nosicielem ortodoksji chan w Chinach, ale również w całej Azji Wschodniej - Korei, Wietnamie i Japonii. Ponieważ szkoła linji była uważana za bezpośredniego spadkobiercę szkoły hongzhou, Mazu i jego uczniowie zajęli centralne miejsce w historii chanu, która zaczęła gloryfikować okres Tang jako "złoty wiek" chanu. Historie związane z mistrzami hongzhou stały się głównym elementem w monastycznym życiu, a ich studiowanie i wyjaśnianie zajmowało główne miejsce w monastycznych studiach, niezależnie od tego, że były one czasem tylko legendarną i mityczną kreacją.

### Nauki

#### Podstawy teoretyczne
Doktrynalne podstawy szkoły hongzhou były głównie połączeniem myśli tathāgatagarbhy i teorii prajñāpāramity ze szczególnym podkreśleniem elementów katafatycznych tej pierwszej, chociaż widoczne są także wpływy każdego z głównych systemów filozofii mahajany: madhjamiki i jogaczary. Mazu był dobrze zaznajomiony z buddyjskimi sutrami i śastrami. W sześciu kazaniach i czterech dialogach, które można mu przypisać i względnie datować, cytuje ponad 15 sutr i śastr 35 razy. Postępował także za wczesną tradycją chanu, który utrzymywał, że Bodhidharma przekazał Drugiemu Patriarsze Sutrę Lankawatara. Aby utworzyć doktrynalną ramę linii przekazu hongzhou, Mazu wykorzystywał głównie właśnie tę sutrę oraz Przebudzenie wiary w mahajanie i inne teksty związane z tathāgatagarbhą, takie jak Śrīmālā sūtra, Ratnagotravibhāga sūtta i nawet Vajrasamādhi sūtra. Służyły one także wprowadzeniu nowych tematów i praktyk do ruchu chan. To właśnie wyznaczyło nową fazę rozwoju chanu - okres środkowy lub początek ery klasycznej.
W tych tekstach tathāgatagarbha reprezentuje prawdziwą koncepcję pustki. Doktryna tathāgatagarbhy postuluje, że każdy jest wyposażony w jaśniejący prawdziwy umysł takości, który jest od samego początku oświecony i czysty. Ta teoria natury Buddy natrafiła na problemy, gdyż krytycy uważali, iż nie była zgodna z podstawową nauką buddyjską o zasadniczym braku ja (skt anātman, chiń. wuwo). Ale w Sutrze Mahaparinirwany (chiń. Da niepan jing) określenie "natura Buddy" jest używane tylko w znaczeniu ludzkiej zdolności do osiągnięcia natury Buddy w przyszłości. Czyli zasadniczo jest to doktryna soteriologiczna, a nie próba postulowania ostatecznej rzeczywistości, która zawiera czystą zasadę. Tę samą ideę można znaleźć w pismach Jizanga (549-623) ze szkoły sanlun (trzech traktatów). Jizang zrównuje naturę Buddy z drogą środkową, która przekracza wszelkie dualistyczne poglądy. Interpretuje on naturę Buddy w zgodzie z madhjamiką, z którą dzieli również awersję do ontologicznych spekulacji.
Inni buddyjscy myśliciele w dodatku do wyjaśniania natury Buddy jako śiunja (pustka), opisywali ją również w przeciwnych określeniach, np. jako aśunja (nie pusta). W tym drugim znaczeniu natura Buddy była postrzegana jako rodzaj zasadniczego substratu istoty, która zawiera pojęcie stałego ja (atman). Ta reifikacja natury Buddy jest odzwierciedleniem szerszej chińskiej reakcji na nauki o pustce, którą myśliciele chińscy uważali za otwartą na nihilistyczne interpretacje. Odbicie tych poglądów można znaleźć w pismach mistrza chan i teoretyka myśli huayan Guifenga Zongmi (780-841). Według niego, ponieważ umysł zwyczajnej osoby jest zasadniczo taki sam jak umysł Buddy, celem nauczania buddyzmu jest takie prowadzenie ucznia, aby przejrzał błędne przywiązanie do iluzorycznych "fałszywych myśli" i urzeczywistnił swoją prawdziwą naturę, która jest niczym innym jak czystym jaśniejącym umysłem takości. W momencie oświecenia utajona potencja mądrości Buddy wrodzona w każdym umyśle jest przekształcana w rzeczywistość oświeconej wizji rzeczywistości z dodatkiem manifestacji nadzwyczajnej mądrości i współczucia, które charakteryzują obecność Buddy w świecie.
Ponieważ teksty szkoły hongzhou są niesystematyczne, jest bardzo trudno ocenić precyzyjnie koncepcję natury Buddy u Mazu i jego uczniów. Niektóre ustępy utożsamiają naturę Buddy z pustką, inne z kolei wskazują raczej na pewien rodzaj substratu z cechami "ja". Jednak szkoła ta unikała przypisywania wyraźnie ontologicznego statusu do natury Buddy. Towarzyszył temu madhjamiczny nacisk na nieprzywiązanie i eliminację jednostronnych poglądów, które są oparte na wyobrażeniu, iż nie można orzekać o ostatecznej rzeczywistości. Jest to szczególnie widoczne w pismach Baizhanga Huaihaia.

#### Zwyczajny umysł jest Drogą
Frazę "Zwyczajny umysł jest Drogą" (chiń. jixin shi fo) uważa się za sedno nauk Mazu, chociaż to określenie powstało wcześniej i znaleźć je można w różnych mniej i bardziej autentycznych tekstach. Z tych bardziej autentycznych trzeba wymienić:
- Rudao anxin yao fangbian famen (Zasadniczo stosowne nauki dla wejścia na Drogę i uspokojenia umysłu), tekst przepisywany Czwartemu Patriarsze Daoxinowi[b]
- rozprawa Hezego Shenhui (684-758) zachowana w rękopisach z Dunhuangu
- Rozszerzone rozprawy mistrza chan Nanyanga Huizhonga[32]

Fraza ta pojawia się często w tekstach Mazu i jego uczniów, a "ten umysł" (z wcześniejszych wyrażeń typu "ten umysł jest Buddą") został zmieniony w zwyczajny, codzienny umysł ludzki. W swoim kazaniu Mazu mówi:
| Jeśli chcecie poznać Drogę bezpośrednio, wtedy zwyczajny umysł jest Drogą. Czym jest zwyczajny umysł? Oznacza brak umyślnego tworzenia i działania, brak właściwego lub złego, brak gromadzenia czy odrzucania, brak chwilowego lub stałego, brak świeckiego lub świętego. Sutra mówi: "Ani praktyka zwyczajnych ludzi, ani praktyka mędrców - to jest praktyka bodhisattwy". Teraz wszystko to jest właśnie Drogą: chodzenie, stanie, siedzenie, leżenie, reagowanie na sytuacje i radzenie sobie ze sprawami. |

Określenie "Droga" odnosi się zarówno do ścieżki buddyjskiej jak i oświecenia. Zwyczajny umysł jest sam z siebie oświecony, co oznacza brak przywiązania do każdego przeciwnego myślenia i rozróżniania jak również do wszystkich spontanicznych działań w codziennym życiu. Gdy Fenzhou Wuye po raz pierwsze spotkał się z mistrzem Mazu powiedział, iż nie rozumie znaczenia zdania "ten umysł jest Buddą". Mazu odpowiedział: "Właśnie ten umysł, który nie rozumie jest tym, bez żadnej innej rzeczy". Umysł, który nie rozumie jest umysłem ignorancji i ułudy. Mazu bezpośrednio utożsamia go z Buddą lub naturą Buddy. Zdaniem Mazu:
| Własna natura jest pierwotnie doskonale całkowita. Jeśli tylko ktoś nie jest powstrzymywany ani przez dobre, ani przez złe rzeczy, jest nazywany człowiekiem, który praktykuje Drogę. Trzymanie dobra i odrzucanie zła, kontemplowanie pustki i wejście w koncentrację - wszystko to należy do umyślnego działania. Jeśli ktoś poszukuje dalej na zewnątrz, dalej błądzi. |

"Zwyczajny umysł" Mazu reprezentuje kompletny, empiryczny ludzki umysł z dobrem i złem, czystością i skalaniami, oświeceniem i ignorancją zwyczajnych ludzi.
Mazu i jego uczniowie zajęli się także inną główną ideą teorii tathāgatagarby - wiecznością tathāgatagarbhy/dharmakāi. Zarówno Śrīmālā Sūtra jak i inne teksty tathāgatagarbhy (łącznie z Przebudzeniem wiary w mahajanie) przypisują pewne pozytywne jakości tathāgatagarbhie w jej prawdziwym aspekcie jako dharmakāi, wśród których są najbardziej znane cztery doskonałości: wieczność, błogość, jaźń i czystość. Mazu wyposażył "ten umysł" w doskonałość wieczności. Również tacy jego uczniowie jak Dazhu Huihai, Fenzhou Wuye i Yangqi Zhenshu także mówili o wieczności umysłu.
- Krytyka i obrona

Ponieważ buddyzm postrzega ignorancję jako przyczynę całego cierpienia i odrzuca "trzy trucizny" - chciwość, nienawiść i ułudę - wraz z innymi niezdrowymi działaniami, bezwarunkowa identyfikacja Mazu kompletnego, empirycznego - z dobrem i złem, czystością i skalaniami, oświeceniem i ignorancją - umysłu ludzkiego z absolutną naturą Buddy, natychmiast spowodowała mocny krytycyzm od bardziej konserwatywnych przedstawicieli chanu. Pierwszym, który zaatakował mistrza Mazu był mistrz chan Nanyang Huizhong (675-755). Skrytykował to, że "południowa doktryna błędnie naucza, iż myśl ułudy jest prawdziwym umysłem, biorąc złodzieja za syna i postrzegając światową mądrość jako mądrość Buddy". Huizhong był obrońcą poglądu "ten umysł jest Buddą", ale nie mógł tolerować, że Mazu włączył umysł ułudy w "ten umysł", ponieważ według niego było to zdradą i pomieszaniem podstawowych nauk buddyzmu.
Wkrótce potem nastąpił atak ze strony mistrza chan Guifenga Zongmi. Potępił on szkołę hongzhou, gdyż według niego przedstawiała ona bardzo poważne wyzwanie zarówno dla nauk linii Huineng-Heze jak i całej buddyjskiej tradycji:
| Obecnie szkoła hongzhou mówi, że chciwość, nienawiść, wskazania (skt śīla) i koncentracja (skt samādhi) są tego samego rodzaju, co jest funkcją natury Buddy. Nie udało się im rozróżnić pomiędzy ignorancją a oświeceniem, odwróconym a pionowym... Szkoła hongzhou zawsze mówi, że ponieważ chciwość, nienawiść, współczucie i dobro są wszystkie naturą Buddy, to nie może być żadnej różnicy pomiędzy nimi. Jest to jak ktoś, kto tylko obserwuje wilgotną naturę [wody], ale nie udaje mu się tego zrozumieć, ponieważ woda może zarówno nieść łódź lub ją zatopić, jej zasługi i błędy są znacząco różne. |

Oba te krytyczne stanowiska wynikają zasadniczo z podejścia etycznego. To, co ich najbardziej niepokoi, to możliwe zejście na pozycje antynomiczne spowodowane przez "zwyczajny umysł" Mazu. Jednak nie potrafili oni zobaczyć, że Mazu wcale nie zamierzał bronić umysłu ułudy. Mazu chciał po prostu rozpoznać nierozerwalne związki oświecenia i ignorancji, czystości i skalań w zwyczajnym ludzkim umyśle, co wcale nie było ikonoklastyczną innowacją, ale wyciągnięciem jednego z odgałęzień dwuznacznej teorii tathāgatagarbhy i uczynienia jasnym, co było w niej tylko domniemanym.
Gdy Mazu powiedział Fenzhou Wuye, że jego umysł ignorancji był naturą Buddy, dalej to wyjaśnił: "Gdy ludzie nie rozumieją, są ignorantami; gdy rozumieją, są przebudzeni. Będąc ignorantami są odczuwającymi istotami; będąc przebudzonymi, są Buddą". Tymi właśnie słowami Wuye został oświecony. Również Tianhuang Daowu podsumował to: "Skalania i czystość przebywają razem, jak woda i fala dzielą tą samą substancję". Daowu wykorzystał tu swoją znajomość Lankawatary, w której znajduje się następujący fragment:
| Nie są one ani różne, ani nieróżne; ta relacja jest taka jak pomiędzy oceanem i jego falami. Tak też siedem widźnian (świadomości) łączy się w czitta (umyśle) |

Podobne porównanie występuje także w Przebudzeniu wiary w mahajanie:
| Ponieważ przejawienia się ignorancji nie są oddzielne od natury oświecenia, one nie mogą być ani zniszczone, ani nie zniszczone. Jest to jak woda w rozległym oceanie: kiedy jest ona rozwichrzona do fal przez wiatr, ruchy wody i działanie wiatru nie są oddzielne od siebie |

Mistrz chan Nanyang Huizhong występował również przeciw głoszonej przez Mazu i jego uczniów wieczności umysłu, porównując w swojej krytyce ten pogląd z poglądami heretyka hinduskiego Śreniki i braminizmu o niezmiennej (stałej) świętej duszy. W tym wypadku krytyka była wyraźnie przesadzona, wynikała zresztą z niepełnej i przesadzonej informacji o nauczaniu w szkole hongzhou. Poglądy Mazu były po prostu rozwinięciem tradycyjnej indyjskiej teorii tathāgatagarbhy, a nie hinduistycznej wiary w świętą duszę. Jednak można zrozumieć reakcję Nanyanga Huizhonga, gdyż wprowadzenie czterech doskonałości w teorię tathāgatagarbhy mogło spowodować tego typu reakcje u niektórych badaczy i pytania, czy przypadkiem ta teoria nie wyniknęła z monizmu hinduistycznego. W takim bowiem wypadku byłaby sprzeczna z podstawowymi naukami buddyzmu o nietrwałości, braku ja, cierpieniu i przyczynowości.

#### Pierwotne oświecenie
Z naukami o tożsamości zwyczajnego umysłu z natura Buddy ściśle związana była teoria wrodzonego oświecenia, koncepcja którego pojawia się w Przebudzeniu wiary w mahajanie. W swoim kazaniu Mazu wypowiada następujące słowa:
| [Umysł] istniał pierwotnie i istnieje obecnie. Nie zależy on od uprawiania Drogi i siedzącej medytacji. Ani uprawianie, ani siedząca medytacja - to jest czysty chan Tathāgaty. Ten umysł istniał pierwotnie i istnieje obecnie, bez zależności od intencjonalnego tworzenia i działania; był on pierwotnie czysty i jest czysty obecnie, bez czekania na czyszczenie i wycieranie. Własna natura osiąga nirwanę; własna natura jest czysta, własna natura jest wyzwoleniem i własna natura odchodzi [od ułud] |

Chociaż Mazu nie użył określenia "pierwotne oświecenie", to często używane zwroty "pierwotnie istniał i istnieje obecnie" (chiń. benyou jinyou) i "pierwotnie czysty i czysty obecnie" (chiń. benjing jinjing) wyraźnie ukazują tę ideę. Jednak w Przebudzeniu wiary termin "pierwotne oświecenie" jest związany z dwoma innymi terminami - "nie-oświeceniem" (chiń. bujue) oraz "urzeczywistnionym oświeceniem" (chiń. shijue). Razem tworzą one cykl praktyki religijnej. Wszystkie odczuwające istoty wrodzenie posiadają pierwotne oświecenie, jednak nie realizują go i żyją w ułudzie ("nie-oświeceniu"). Poprzez religijne praktyki, takie jak medytacja, urzeczywistniają, iż złudne myśli nie mają realnego statusu i wtedy osiągają "urzeczywistnione oświecenie", które nie zawiera żadnych nowych elementów, tylko po prostu prowadzi w tył do "pierwotnego oświecenia". Mazu upraszcza ten cykl i podkreśla jedynie "pierwotne oświecenie". Jeśli proces urzeczywistnienia jest cyklem, to zakłada z góry jego początek i osiąga ten początek jedynie na końcu tego cyklu, a jeśli oświecenie jest sprawą postrzegania, to można po prostu być na początku i postrzegać z tego miejsca "pierwotne oświecenie". Wtedy ta osoba odkryje, że oświecenie "pierwotnie istniało i istnieje obecnie", bez polegania na jakiejkolwiek religijnej praktyce. Takie podejście stawia Mazu jako prekursora doktryny "pierwotnego oświecenia", która rozwinęła się w średniowiecznym buddyzmie japońskim, nawet jeśli on nie używał takiego określenia. Istotę tej doktryny Mazu oddawano później w tekstach chan takimi określeniami jak "pierwotny umysł" (chiń. benxin), "pierwotna natura" (chiń. benxing), "pierwotny człowiek" (chiń. benlairen) i "pierwotne oblicze" lub "pierwotna twarz" (chiń. benlai mianmu).
Wprowadzenie przez Mazu "pierwotnego oświecenia" do doktryny chan automatycznie zlikwidowało dawny spór dotyczący "stopniowości" lub "nagłości" oświecenia. Mazu tak to określił
| Jest to przeciwne ignorancji, że ktoś mówi o oświeceniu. Ponieważ w rzeczywistości nie ma ignorancji, nie trzeba również ustanawiać oświecenia |

- Krytyka i obrona

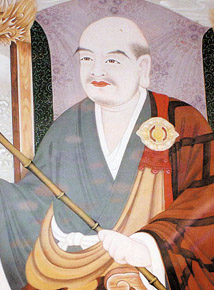
Mistrz sŏn Wŏnjŏk Toŭi

Guifeng Zongmi omawiając poglądy szkoły hongzhou stwierdził, że była ona bliska bramie nagłego oświecenia ale całkowicie "zdradziła bramę stopniowego uprawiania (praktyki)". Jednak Mazu ostatecznie zaprzeczył każdemu rodzajowi oświecenia. Oświecenie poprzedza rozróżnianie oświecenia i ignorancji; ponieważ zwyczajny, całkowity umysł jest naturą Buddy i pierwotnie nie zawiera jakiegokolwiek rozróżniania, przebudzenia nie można nigdzie znaleźć i bez znaczenia jest tu, czy jest stopniowe, czy nagłe.
Jest oczywiste, że Mazu na podstawie pierwotnego oświecenia "zdradził bramę stopniowego uprawiania" i przekonywał, że "Droga nie potrzebuje uprawiania". Ten spontaniczny stan umysłu jest Drogą czyli stanem oświecenia. Praktyka chan nie wymaga niczego więcej niż utrzymywania umysłu w stanie całkowitości i uwalniania go z wszystkich sztucznie narzuconych pohamowań, umysłu wolnego do działania naturalnego i spontanicznego. Skutkiem tego wszelkie różnorodne formy religijnej praktyki wczesnego chanu, takie jak nianfo, siedząca medytacja, "uspokajania umysłu" (chiń. anxin), "utrzymywanie umysłu" (chiń. shouxin), "uprawianie umysłu" (chiń. xiuxin) i "kontemplowanie umysłu" (chiń. guanxin) nie dały się obronić. Zniknięcie "samadhi jednej praktyki" (chiń. yixing sanmei) było wskaźnikiem, że pomiędzy wczesnym chanem a chanem klasycznym nastąpił epistemologiczny rozłam. Koreański mnich Wŏnjŏk Toŭi (zm. 825), uczeń Xitanga Zhizanga, wprowadził doktrynę hongzhou do Korei, która stała się wyzwaniem dla koreańskich szkół doktrynalnych i spowodowała polaryzację poglądów jeszcze większą niż w Chinach.
"Bez uprawiania" Mazu było wspierane przez pojęcie tathāgatagarbhy "niepowstawania". Jak zauważył:
| Jeśli rozumiesz umysł i pojawianie się fenomenów, ułudna myśl nie powstanie. Jeśli ułudna myśl nie powstanie, jest to zaakceptowanie nie tworzenia dharm |

To zdanie jest połączeniem dwu cytatów z Sutry Lankawatara:
- "Jeśli rozumiesz umysł i pojawianie się fenomenów, ułudne myśli nie powstaną"
- "Odchodząc od ułudnych rozróżniających myśli w czyimś umyśle, ktoś osiągnie akceptację nie tworzenia [dharm]"[45].

Z tekstów tathāgatagarbhy wynika bardzo ważny pogląd, że nirwana powinna być również raczej rozumiana jako niepowstawanie, a nie jako wygaśnięcie, cierpienia i ułudnych myśli. Cierpienie jest ułudnym (fałszywym) tworem działania umysłu. Gdy zaprzestanie się tworzenia rozróżniających i dualnych ułudnych myśli, znika cierpienie. Dlatego niepowstawanie jest praktyką nierozróżniającej mądrości, praktyką, która nie tylko oznacza wyzwolenie, ale sama jest wyzwoleniem. Ponieważ wszystkie odczuwające istoty posiadają tathāgatagarbhę/dharmakāyę, mają także zdolność do praktykowania tej mądrości. Mazu jasno to wyraził:
| Własna natura jest pierwotnie doskonała i całkowita. Jeśli tylko komuś nie przeszkodzą ani rzeczy dobre, ani złe, jest on nazywany człowiekiem uprawiającym Drogę... Po prostu zatrzymajcie wszystkie mentalne kalkulacje potrójnego świata. Gdy ktoś stworzy pojedynczą ułudną myśl, jest ona korzeniem narodzin i śmierci w potrójnym świecie. Gdy ktoś po prostu nie ma pojedynczej myśli, to wtedy usuwa korzeń narodzin i śmierci, i otrzymuje najwyższy skarb króla dharmy |

Trzeba tu dodać, iż Mazu "niepowstawanie ułudnej myśli" nie jest tym samym, co "niemyślenie" (chiń. wunian) propagowane przez wczesnych mistrzów chan i Hezego Shenhui. "Niemyślenie" Hezego było oparte na apofatycznej teorii madhjamiki, która podkreślała, że ułudne myśli są w rzeczywistości puste. Natomiast Mazu swoje "niepowstawanie" ułudnych myśli oparł na bardziej katafatycznej doktrynie tathāgatagarbhy, która podkreśla wrodzoną zdolność nietworzenia umysłu.

#### Natura Buddy przejawia się w działaniu
Zarówno dla chanu jak i dla innych szkół zsinizowanego buddyzmu zasadniczymi problemami były:
1. jak jest możliwe dla zwyczajnego człowieka osiągnąć stan Buddy (oświecenie)
2. jak osiągane jest oświecenie
3. jak ostateczny, najwyższy poziom oświecenie się przejawia

Na pierwsze dwa pytania Mazu odpowiedział polegając na teorii tathāgatagarbhy, aby natychmiast wystąpić z rozwiązaniem problemu trzeciego - "Natura Buddy przejawia się w działaniu" lub używając innych słów - "funkcja jest tożsama z naturą Buddy".
Mazu jako pierwszy rozpoznał podstawową wartość ludzkiej istoty, co przejął później od niego mistrz Linji Yixuan, założyciel linii przekazu (szkoły) linji. Gdy Mazu utożsamił absolutną naturę Buddy ze zwyczajnym ludzkim umysłem potwierdził, że codzienne życie w całości było ostateczną prawdą i wartością.
| Od niezliczonych kalp wszystkie odczuwające istoty nigdy nie opuściły samādhi natury dharmy i zawsze przebywały w samādhi natury dharmy. Noszenie ubrań, jedzenie pożywienia, mówienie i odpowiadanie, używanie sześciu zmysłów - wszystkie te aktywności są naturą dharmy. Jeśli teraz zrozumiesz tę rzeczywistość, naprawdę nie stworzysz żadnej karmy. Podążanie za swoim przeznaczeniem, przemijanie twojego życia, w jednym okryciu lub jednej szacie, gdziekolwiek siądziesz lub staniesz, to jest zawsze z tobą. |

Gdy pewien mistrz Winai spytal mistrza Dazhu Huihaia, w jaki sposób uprawia Drogę, Huihai odparł: "Gdy jestem głodny, jem; gdy jestem zmęczony, śpię". Te słowa stały się później hasłem szkoły hongzhou.
W celu weryfikacji tego nowego poglądu na ostateczną sferę oświecenia, Mazu zastosował paradygmaty absolutu/fenomenów i istoty/funkcji do przedstawienia jego ontologicznej podstawy:
| Absolutne (chiń. li) i fenomenalne (chiń. shi) nie różnią się; oba są cudownymi funkcjami. Wszystkie pochodzą z poruszającego się umysłu i nie ma innej zasady. Na przykład, chociaż jest wiele odbić księżyca, prawdziwy księżyc nie jest różnoraki. Chociaż jest wiele źródeł wody, natura wody nie jest różnoraka. Chociaż we wszechświecie objawiają się miriady zjawisk, pusta przestrzeń nie jest różnoraka. Chociaż istnieje wiele zasad, o których się mówi, niepowstrzymana mądrość nie jest różnoraka. Cokolwiek zostanie ustanowione, pochodzi z jednego umysłu. Ktoś może [coś] zbudować lub zniszczyć to, każdy sposób jest cudownym działaniem i to cudowne działanie jest sobą. To nie jest tak, że jest miejsce, gdzie można stanąć, gdy ktoś odrzuca prawdę, ale to samo miejsce, w którym ktoś stoi, jest tą prawdą. To jest twoja własna istota. Jeśli tak nie jest, to kto jest nią? Wszystkie dharmy są dharmą Buddy, a wszystkie dharmy są wyzwoleniem. Wyzwolenie jest Takością, a wszystkie dharmy nigdy nie opuszczają Takości. Chodzenie, stanie, siedzenie i leżenie - wszystko to jest niepojętą funkcją, która nie czeka na odpowiednią porę. |

Formułując swoją teorię Mazu najpewniej wykorzystał nauki szkoły huayan. Już mistrz tej szkoły Fazang (643-712) utrzymywał, że wszystkie światowe i ponadświatowe dharmy są przejawieniem natury Buddy. Jednak w teorii huayan, czysta natura Buddy pozostaje zawsze niezanieczyszczona, nawet jeśli pozwala na powstanie skalanych fenomenów i tworzy urzeczywistnienie oświecenia przez wszystkie odczuwające istoty. W doktrynie Mazu spontaniczny, zwyczajny stan ludzkiego umysłu i życia, który jest mieszaniną czystości i skalań, jest tożsamy z naturą Buddy.
- Krytyka i obrona

Pierwszym, który zaatakował Mazu był znów Nanyang Huizhong. Argumentował konieczność rozróżnienia psychofizycznych funkcji od natury Buddy:
| Jeśli ktoś praktykuje widzenie, słuchanie, odczuwanie i porozumiewanie się, to są one widzeniem, słuchaniem, odczuwaniem i porozumiewaniem się, a nie poszukiwaniem Dharmy |

Później atak podjął także i Guifeng Zongmi na podstawie paradygmatu istota/funkcja (chiń. ti/yong). Zwrócił uwagę na to, że z tych nauk Mazu mogą wynikać etycznie niebezpieczne implikacje. Ponieważ wszystkie aktywności - czy dobre, czy złe, oświecone czy pełne ułudy - są "funkcjonowaniem całej istoty natury Buddy", to nie ma istoty poza jej funkcjonowaniem.
| Gdy ktoś bada naturę w jej istocie całkowicie, ten zobaczy, iż ostatecznie nie może być ona ani postrzeżona, ani urzeczywistniona, tak jak oko nie może zobaczyć siebie itd. Jeśli ktoś rozważa jej reagujące funkcjonowanie zobaczy, iż wszystko, co ktoś robi jest naturą Buddy i nie ma tam niczego więcej, co może albo urzeczywistnić ją, albo być urzeczywistnione. |

Dla Zongmi, jeśli istota może być postrzeżona tylko przez jej funkcjonowanie i, co więcej, wszystko jest jednakowo działaniem istoty w jej całości, to wtedy istota zostaje całkowicie usunięta w cień przez jej funkcjonowanie. Zongmi uważał, iż chociaż istota i funkcja są różnymi aspektami tej samej rzeczywistości, to jednak wciąż różnią się i ta ich różnica jest ważna z powodu istoty, która jest najbardziej podstawowa (chiń. ben) i jest źródłem wartości. To właśnie z powodu przeniesienia istoty do funkcji Zongmi uważał, że nastawienie szkoły hongzhou do praktyki (kultywacji) jest antynomiczne. Twierdził, że linia hongzhou utrzymuje, iż
| ktoś nie powinien ani pobudzać umysłu aby odciąć zło, ani uprawiać Drogę. Ponieważ Droga sama jest umysłem, ten ktoś nie może użyć umysłu aby uprawiać umysł. Ponieważ zło jest także umysłem, ktoś nie może użyć tego umysłu, aby odciąć ten umysł. Ktoś, kto ani nie odcina [zła], ani nie czyni [dobra], ale wolno akceptuje rzeczy jakimi są, jest nazywany osobą wyzwoloną. Nie ma dharmy, której można się trzymać, lub stanu Buddy, który może być osiągnięty... Po prostu pozwolenie umysłowi na spontaniczne działanie jest uprawianiem. |

Chociaż na jednym poziomie Zongmi nie zaprzeczał twierdzeniu szkoły hongzhou, że ostatecznie nie ma stanu Buddy do osiągnięcia, naciskał również, iż to urzeczywistnienie jest dokładnie tym, na czym polega stan Buddy, a takie stwierdzenie może być jedynie znaczące, jeśli zostanie wyrażone przez kogoś, kto osiągnął stan Buddy. Były to śmiertelny błąd dla każdego, który jeszcze nie urzeczywistnił tego stanu, wnioskować pochopnie, że nie ma żadnej przyczyny aby kultywować stan Buddy. Zongmi dalej nalega na uznanie, że chociaż ostatecznie ta natura przekracza wszelkie dualistyczne kategorie, to jednak wciąż jest różnica pomiędzy oświeceniem a ułudą, a napięcie stworzone przez tę różnicę pomiędzy oświeceniem i ułudą ożywia praktykę.
Doktryna hongzhou zmusiła później Zongmi do wprowadzenia krytycznej różnicy pomiędzy dwoma poziomami funkcji, faktyczną funkcją własnej natury (chiń. zixing benyong) i reagującej funkcji w zgodzie z warunkami (chiń. suiyuan yingyong). Użył ich do krytyki zarówno szkoły heze jak i hongzhou. Najbardziej niepokoiło go to, że według Mazu czyste i nieczyste umysły i życie zwyczajnego człowieka są tożsame z naturą Buddy i oświeceniem. Mniej zwracał uwagę na problem ontologiczny, a bardziej na problem etyczny. Jego krytyka wcale nie była przesadna. Mazu nie zamierzał bronić się przez zarzutem antonomizmu, ale przede wszystkim chciał zwrócić uwagę na wartość zwyczajnego ludzkiego życia. Jednak jego bezkompromisowe utożsamienie natury Buddy ze zwyczajnym ludzkim umysłem, spowodowało pewne zamieszanie wśród uczniów chan. Pod koniec panowania Tangów zaczęto pytać, czy umysł przekazywany przez patriarchów był umysłem Takości, czy też był umysłem ułudy. Problem ten został rozwiązany przez mistrza Huangbo Xiyuna, spadkobiercy Mazu w drugim pokoleniu, który wysunął nowa propozycję, uzupełniającą Mazu "zwyczajny umysł jest Drogą" - "nie-umysł jest Drogą".

#### Nowa praktyka i nowa terminologia
Teoretycznie Mazu i jego uczniowie popierali spontaniczne, pierwotne oświecenie i odrzucali wszelkie formy medytacji i kultywacji. Ich następcy z końcowego okresu Tang i Pięciu Dynastii opisywali ich jako ikonoklastów, którzy całkowicie porzucili czytanie sutr, oddawanie czci wyobrażeniom itd. Były to jednak opinie przesadzone. Prawdopodobnie codzienna praktyka prowadzona przez nieczanistyczne klasztory nie różniła się od praktyk w klasztorach chan. Zarówno Mazu jak i jego uczniowie bardzo często sięgali do sutr, co jest widoczne nawet w najmniejszych objętościowo tekstach, które zachowały się do dziś. Oto wykaz cytowania lub wspominania sutr i tekstów chińskich przez trzech mistrzów szkoły:
| Tekst                    | Mazu Daoyi | Dunwu Yaomen | Baizhang Huaihai |
| Sutra Lotosu             | 1          | 1            | 4                |
| Avatamsaka Sutra         | 3          | 0            | 3                |
| Nirvana Sutra            | 1          | 5            | 3                |
| Sutra Lankavatara        | 6          | 1            | 0                |
| Mahāprajñāpāramitā Sūtra | 0          | 12           | 4                |
| Mahāratnakūta Sūtra      | 0          | 0            | 2                |
| Mahāsamnipāta Sūtra      | 0          | 1            | 1                |
| Vimalakīrti Sūtra        | 7          | 14           | 4                |
| Foming jing              | 1          | 1            | 0                |
| Chanmen jing             | 0          | 2            | 0                |
| Faju jing                | 1          | 3            | 0                |
| Fanwang jing             | 0          | 3            | 0                |
| Shoulengyan sanmei jing  | 1          | 1            | 1                |
| Dasheng qixin lun        | 2          | 2            | 0                |
| Zhao lun                 | 2          | 0            | 4                |

Inni uczniowie także sięgali po święte teksty. Yanguan Qi’an wygłaszał kazanie co 5 dni i zawsze "cytował pisma, aby potwierdzać umysł". Yaoshan Weiyan wygłaszał kazania związane z sutrami codziennie. Również w drugim pokoleniu było podobnie. Guishan Lingyou doradzał swoim uczniom czytanie sutr. Dongshan Liangjie z trzeciego pokolenia uczniów napisał nawet książkę Dasheng jingyao (Istotne pisma mahajany).
W dodatku do praktykowania codziennych aktywności jako działania natury Buddy i popierania niepowstawania jako praktyki nierozróżniającej mądrości Mazu, a za nim i jego uczniowie, wprowadzili nowy rodzaj religijnej praktyki - "dialogi spotkaniowe" (chiń. jiyuan wenda). Chociaż można je już spotkać w okresie wczesnego chanu, to dopiero w połowie okresu Tang, gdy działali Mazu, Shitou Xiqian (700-790), Jingshan Faqin (714-792) i ich bezpośredni uczniowie, pojawiły się dwie formy tych dialogów:
- dialogi zawierające błyskotliwe, paradoksalne wypowiedzi
- fikcyjne relacje z dialogów oświeceniowych

Następnie, pod koniec okresu Tangów i w czasie Pięciu Dynastii, dialogi spotkaniowe osiągnęły pełną dojrzałość wraz z mnogością ich form, wśród których były ikonoklastyczne, nielogiczne i niekoncepcyjne zdania wraz z fizycznymi działaniami, takimi jak uderzenia czy okrzyki.
Popieranie przez Mazu "zwyczajnego umysłu" i "pierwotnego oświecenia" zapewniło doktrynalną ramę dla pojawienia się i dojrzenia dialogów spotkaniowych. Ponieważ oświecenie nie wymagało niczego więcej jak tylko zmiany percepcji, konieczne stało się zainspirowanie uczniów do porzucenia ich błędnego postrzegania, że są ignorantami i nabycie prawidłowego postrzegania, aby odkryć ich własny jaśniejący umysł i pierwotne oświecenie. Drugą ważną sprawą jakiej dokonano w tej szkole, było wydanie Baolin zhuan, napisanej przez jednego z uczniów Mazu, w której przedstawiono nieprzerwaną genealogię szczególnych przekazów Dharmy od Buddy do Mazu. Została ona sfabrykowana w celach polemicznych i pedagogicznych; miała poświadczać o nadrzędności chanu nad innymi scholastycznymi tradycjami buddyzmu oraz linii przekazu Mazu nad innymi szkołami chan. Huangbo Xiyun wraz z innymi uczniami z drugiego pokolenia interpretowali tę genealogię jako przekaz z umysłu do umysłu, która była niezależna od nauk sutr, oraz jako główną doktrynę i rzeczywistą praktykę w szkole chan. Ta właśnie interpretacja będzie później teoretyczną podstawą dla ikonoklastycznego, radykalnego dialogu spotkaniowego.
Stopniowo dialogi spotkaniowe stały się efektywnym środkiem treningu i praktyki chan. Opierając się na doktrynie hongzhou, wkrótce dialog spotkaniowy stał się ważną dynamiczną praktyką religijną środkowego okresu chan i był nawet utożsamiany z samym chanem. Niektórzy z badaczy uważają nawet, że to właśnie dialog spotkaniowy odróżnia "klasyczny" chan Mazu od chanu przedklasycznego szkoły północnej, heze i niutou.
Równocześnie, dzięki tym dialogom, powstał nowy zestaw terminologii; nawet dysponując tylko podstawową wiedzą, można łatwo odróżnić dialogi pochodzące ze środkowego okresu rozwoju chan, od tych z okresu wczesnego. Stare określenia zostały wyparte przez nowe typu "zwyczajny umysł" (chiń. pingchang xin), "własny pierwotny umysł" (chiń. zijia benxin), "niekultywacja" (chiń. wuxiu), "niepotwierdzanie" (chiń. wuzheng), "swobodnie iść za swoim przeznaczeniem" (chiń. renyun) i "oko dharmy" (chiń. fayan).
W miarę jak dialog spotkaniowy dojrzewał, ta dyskursywna strona chanu zaczęła coraz bardziej polegać na metaforycznym i poetyckim języku, który doprowadzi do stworzenia dużego zestawu wyobrazen ze skojarzeniami związanymi wyłącznie z chanem. Używane były w całej historii chanu, sŏnu i zenu, ale ich źródłem był Mazu i jego uczniowie:
- perła i skarb. Oba określenia odnosiły się do pierwotnie oświeconego umysłu i wkrótce stały się popularnymi wyrażeniami w dialogach spotkaniowych i wszędzie tam, gdzie mogły symbolizować wrodzenie czysty, jaśniejący, bezcenny umysł oświecenia.
- "pierwotny człowiek" (chiń. benlairen) lub "pierwotna twarz" czy też "pierwotne oblicze" (chiń. benlai mianmu). Zostały utworzone z często używanego przez Mazu terminu "czyjś własny pierwotny umysł" i "czyjaś własna pierwotna natura" i podkreślania przez niego, że oświecenie/natura Buddy "pierwotnie istniały i istnieją obecnie" oraz że umysł "pierwotnie był czysty i jest czysty obecnie". Określenia te symbolizowały pierwotne, spontaniczne oświecenie we wszystkich istotach.
- "dom Buddy" lub "statua Buddy". Podczas pierwszego spotkania z Fenzhou Wuyem Mazu użył określenia "dom Buddy" w odniesieniu do ciała Wuye, a "statua" wewnątrz domu została użyta w odniesieniu do jego umysłu. Oba te określenia stały się popularne w dialogach spotkaniowych pod koniec panowania Tangów i w czasie Pięciu Dynastii.
- codzienne aktywności: noszenie ubrania, jedzenie, spanie itd. Mazu i Dazhu Huihai użyli tych codziennych czynności do zobrazowania funkcji natury Buddy i praktyki chan, a Linji rozpropagował je. Później dodano więcej zwyczajnych działań używanych w dialogach spotkaniowych, takich jak "picie herbaty", "mycie misek", "rąbanie drew i noszenie wody" i "ogrzewanie się ogniem, gdy jest zimno; odpoczywanie w chłodnym miejscu, gdy jest gorąco"[58].

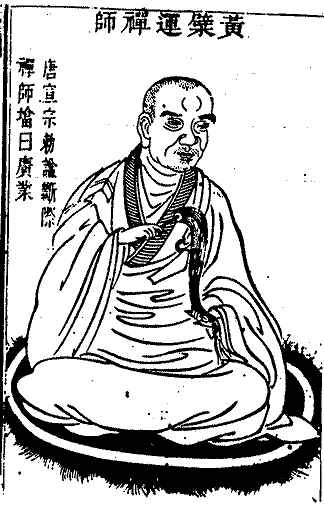
Mistrz chan Huangbo Xiyun

#### Nastawienie do medytacji
Szkoła chan rozwinęła się z wcześniejszych tradycji medytacyjnych. Była także postrzegana jako szkoła buddyzmu, która specjalizuje się w praktyce medytacji. Bodhidharma był wędrownym nauczycielem medytacji. Tradycja Wschodniej Góry kładła mocny nacisk na formalną praktykę medytacyjną. Z pozostawionych świadectw wynika, że praktyki medytacyjne nauczane przez Czwartego i Piątego Patriarchę wykazywały mocny wpływ wcześniejszych rodzajów medytacji praktykowanej w mahajanie. Na przykład "samadhi jednej praktyki" Daoxina (chiń. yixing sanmei) było zupełnie podobne do praktyki "samadhi nieustannego siedzenia" Zhiyi, co nie dziwi, bowiem obaj skorzystali z tego samego tekstu - Wenshu shuo jing (Sutra wygłoszona przez Mańdziuśriego). Z kolei praktyka Hongrena "strzeżenia umysłu" (chiń. shouxin) pochodziła z rodzimych technik medytacyjnych i wykazywała wpływy taoistyczne. Bardzo mocny nacisk na praktykę medytacji występował w północnej szkole chan.
Powstanie szkoły niutou oznaczało pojawienie się krytycznego nastawienia do konwencjonalnej praktyki medytacyjnej. Począwszy od jej założyciela, mistrza Niutou Faronga (594-657), nauczyciele niutou starali się odejść od medytacyjnej praktyki nauczanej przez im współczesnych nauczycieli innych tradycji. Równocześnie wszystkie biograficzne noty nauczycieli niutou ukazują ich szczególne upodobanie do kontemplatywnego stylu życia, który wydaje się być w sprzeczności z odrzuceniem formalnej medytacji, co przekazywały niektóre teksty. Zdaniem niektórych badaczy w ich krytyce medytacyjnej praktyki chodziło o podkreślenie jakościowych różnic pomiędzy ich medytacyjną praktyką a praktykami szkoły północnej. Mistrzom niutou zależało na ustanowieniu swojej religijnej tożsamości jako realnej alternatywy zarówno dla szkoły północnej jak i południowej, przyjęli więc inne podejście do praktyki medytacyjnej.
Pojawienie się takiego mistrza chan jak Heze Shenhui oznaczało odrzucenie tradycyjnych koncepcji praktyki medytacyjnej, co być może wynikało z jego sekciarskiej niechęci do szkoły północnej, która otwarcie propagowała praktykę medytacji. Podobne nastawienie do reinterpretowania znaczenia medytacji występuje w tekście Liuzu dashi fabao tanjing (zwanym Sutrą ołtarzową) i związanym ze szkołą południową Huinenga. Niestety, czy to Heze wpłynął na idee szkoły południowej, czy szkoła południowa wpłynęła na idee Hezego, jest sprawa otwartą.
Nastawienie szkoły hongzhou do formalnej medytacji wykazuje podobieństwa do podejścia szkoły niutou. Pewne przekazywane historie związane z hongzhou sprawiają wrażenie, że formalna medytacja nie była ceniona przez mistrzów tej linii przekazu. Na potwierdzenie tej opinii przytacza się historię Mazu i jego nauczyciela mistrza chan Nanyue Huairanga, który porównał siedzenie w medytacji Mazu z intencją stania się Buddą, do polerowania cegły, aby stała się ona lustrem. Służy temu również cytat z jego kazania:
| Jeśli ktoś rozumie umysł i przedmioty, wtedy nie tworzy się już fałszywego myślenia. Gdy nie ma już fałszywego myślenia, jest to akceptacją niepowstawania wszystkich dharm. Pierwotnie to istnieje i jest obecne teraz, niezależne od praktykowania Drogi i siedzenia w medytacji. Niepraktykowanie i niesiedzenie jest czystą medytacją Tathagaty. |

Niektórzy badacze chanu wnioskowali z tego cytatu, że szkoła hongzhou odrzuciła formalną medytację, co było także zgodne z popularnymi wyobrażeniami o tej szkole. Tymczasem fragment ten stwierdza po prostu, że pierwotnie istniejąca natura Buddy nie zależy od praktyki medytacji czy innych duchowych ćwiczeń. To stanowisko jest wspierane także przez kanoniczne teksty, szczególnie Sutrę Wimalakirtiego, w której Wimalakirti krytykuje Śariputrę za siedzenie i pochłonięcie kontemplacyjne u stóp drzewa w lesie.
Można także rozumieć frazę "niepraktykowanie i niesiedzenie" jako ostrzegawczą uwagę dotyczącą praktyki medytacji, skierowaną do mnichów. Tak samo jak i uwagę Huairanga o polerowaniu cegły. W obu przypadkach chodziło o zwrócenie uwagi na właściwie podejście do duchowej praktyki. Taka interpretacja jest dodatkowo wspierana przez tekst Guishan jingce, który wyraźnie wskazuje, że mnisi w klasztorze Guishana Lingyou prowadzili tradycyjne monastyczne praktyki, których medytacja była integralną częścią. Można przypuszczać, że podobnie działo się i w innych klasztorach szkoły hongzhou.
Jedynym tekstem hongzhou, który bezpośrednio dotyczy medytacji, jest krótka praca Zuochan ming (Inskrypcja o siedzącej medytacji), przypisywana mistrzowi Ehu Dayi. Praktyka została w nim opisana przy pomocy całkowicie tradycyjnych określeń. Doradza się w nim praktykującym, aby "siedzieli prosto i właściwie jak góra Tai (chiń. zhengzuo duanran ru taishan) i popiera "siedzenie i badanie źródła" (chiń. zuo jiutan yuanyuan). Wspomina się także o "siedzeniu w ciszy bez wysiłku" (chiń. jingzuo buyong gong) oraz historię Mazu z polerowaniem cegły.

#### Monastycyzm i jego ideały
Chan bardzo wcześnie przyjął nastawienie elitarne i praktykowali go głównie mnisi oddani poszukiwaniu tajemnej prawdy. Dlatego też doktryny i praktyki chanu nie mogły być odległe od religijnych zwyczajów i etosu instytucjonalnego monastycyzmu okresu Tangów.
Mazu, tak jak i jego uczniowie, bardzo rzadko wypowiadali się bezpośrednio o ideałach monastycznych i jego instytucjach. Wynika z tego wniosek, że monastyczne ideały były już ustanowione i nie wymagały jakiś szczególnych zmian czy opracowań. Z nielicznych wypowiedzi (m.in. Baizhanga Huaihaia) można wywnioskować, że zakres zainteresowań był taki sam jak w szeroko pojętym monastycyzmie buddyjskim. Ideały świętości w szkole hongzhou były takie same jak w buddyzmie. Paradygmat monastyczny przypomina tradycyjny paradygmat zakorzeniony już w historii buddyzmu. Ogólnie jest bliższy ideałom, które zostały rozwinięte przez mnichów, którzy należeli do tej części tradycji, która kładła nacisk na praktyki ascetyczne i kontemplatywne.
We wspólnocie monastycznej Baizhanga odrzucano sławę, dochody i rzeczy materialne, jak również głoszono oderwanie się od zwykłych ludzkich emocji (takich jak np. miłość). Rozwijano umysłową stabilność i opanowanie. Prowadzono proste ascetyczne życie, które było symbolizowane przez szorstkie szaty i proste pożywienie. Wzmacniano odpowiednie duchowe jakości, w celu skierowania mnichów do odrzucenia światowych przyjemności i oddania uprawianiu religijnej doskonałości. Dzięki praktykowaniu umysłowego oderwania się czy też nieprzywiązywania się, mnisi ostatecznie byli w stanie przekroczyć poziom samsary i urzeczywistnić prawdziwą wolność. Jednak zgodnie z ideałem bodhisattwy, osiągnięcie wyzwolenia nie było końcem duchowej drogi. Służyło ono jako wstęp do mnisiej bezinteresownej działalności, motywowanej przez współczucie i poświęconej dobry innych. Podobne nastawienie wynika z kazań mistrza Wuye. Zapewne więc te ideały panowały we wszystkich wspólnotach klasztornych szkoły hongzhou.
Zaskakujący może się wydawać brak jakichkolwiek zapisków dotyczących codziennego klasztornego życia mnichów tej szkoły, co wynikało zapewne z tego, iż monastycyzm chan nie różnił się od monastycyzmu buddyjskiego. Jedynym wyjątkiem i głównym źródłem do poznania nastawienia szkoły do monastycyzmu i moralności jest tekst napisany przez mistrza Guishana Lingyou Guishan jingce (Przestrogi Guishana).
Tekst ten jest niezwykle ważny, bowiem jest to jedyny tekst szkoły hongzhou, który został znaleziony w Dunhuangu. Rzucił on nowe światło na tę – mającą opinię ikonoklastycznej – tradycję. Mimo takiego poglądu na tę szkołę, tekst ten ogniskuje się właśnie na klasztornej dyscyplinie i moralności w klasztorze. Guishan podkreśla znaczenie dyscypliny monastycznej i w ogóle moralności w szeroko pojętej praktyce chanu. Moralność ma zdecydowanie swoje miejsce na drodze do przebudzenia.
Tekst ten kontrastuje z dotychczasowymi wyobrażeniami o szkole hongzhou, której inne teksty zmierzają do zdyskredytowania konserwatywnie nastawionych kodeksów reguł klasztornych i moralnego treningu. Można Guishan jingce rozpatrywać jako odpowiedź na napięcia w relacjach między klasztorami chanu a społeczeństwem, w którym one egzystowały, a szczególnie jego politycznej części, która cyklicznie przechodziła od absolutnego wspierania buddyzmu, do jego głębokiej dyskryminacji.
Tekst Guishana jest wezwaniem do poważnej reformy zmierzającej do oczyszczenia moralnych i duchowych praktyk mnichów. Równocześnie mistrz ukazuje ideał monastyczny, do którego mnisi powinni dążyć. Guishana wyobrażenie paradygmatycznego mnicha chanu jest po prostu obrazem dobrego buddysty. Odrzucając ikonoklastyczną otoczkę, Guishan ukazuje, że ideał mnicha chanu i monastycyzm chanistyczny wcale nie różnią się od całego chińskiego buddyjskiego monastycyzmu.

#### Nieprzywiązanie
Jest to niewątpliwie kluczowy element nauk Mazu, a zatem i jego szkoły hongzhou.
Duchowa praktyka prowadziła do stanu nieprzywiązania i transcendencji, w którym wszelkie dualistyczne myśli są eliminowane. Mazu nie tolerował żadnych przywiązań: ani do doktryny, ani do praktyki, ani do doświadczenia, ani nawet do pojęć o nieprzywiązaniu i niedualności. Doskonałość stanu wyzwolonego umysłu jest wolna od przywiązań i niewiedzy.
Umysł uwolniony od przywiązań, umysł nigdzie nie przebywający, jest bez centrum czy też bez miejsca, i jest wobec tego zdolny do postrzegania rzeczywistości bez żadnych pośredników i zniekształceń, wynikających z wszelkich wcześniejszych sądów i idei. Jednak ta ostateczna rzeczywistość nie jest po prostu tylko przekroczeniem i oddzieleniem się od konwencjonalnej rzeczywistości. Jest przecież tylko jeden poziom rzeczywistości – i jest nim dharmadhātu (chiń. fajie), które ogarnia i zawiera wszystko. Jest to wyraźny wpływ doktryny szkoły huayan.
| Jeśli ktoś osiągnie tę naukę, to jest zawsze wolny. Jeśli ustanowione jest dharmadhatu, to wszystko jest dharmadhatu. Jeśli takość jest ustanowiona, to wszystko jest takością. Jeśli zasada jest ustanowiona, to wtedy wszystkie dharmy są zasadą. (...) Zasada i fenomeny nie różnią się, i wszystko jest cudownym działaniem. Nie ma tu innej zasady. Wszystko pochodzi z umysłu. |

Czyli wszystko jest częścią zasady rzeczywistości, jednak zwyczajni ludzie nie są tego świadomi z powodu ich ignorancji i skalań. Wraz z przebudzeniem następuje po prostu urzeczywistnienie wszystko obejmującej rzeczywistości, postrzeganie rzeczy jakimi są one naprawdę – bez dodawania czy ujmowania czegokolwiek.
| Na przykład, chociaż jest wiele odbić księżyca, prawdziwy księżyc jest tylko jeden. Chociaż jest wiele źródeł wody, woda ma tylko jedną naturę. Są miriady zjawisk we wszechświecie, ale pusta przestrzeń jest tylko jedna. Jest wiele zasad, o których się mówi, ale mądrość bez przeszkód jest tylko jedna. Cokolwiek jest ustanowione, wszystko pochodzi z Jednego Umysłu. Czy budując, czy usuwając – wszystko jest cudownym działaniem, wszystko jest sobą |

Według Mazu zrozumienie niedualności doskonali czynnik mądrości, czego wynikiem jest wgląd w rzeczywistość. Proces uwalniania umysłu skutkuje w wyzwoleniu z błędnych, niejasnych postrzeżeń, rozróżniających myśli, emocji skierowanych ku sobie i dualistycznych poglądów. Złudne myśli są tłem błędnego zrozumienia sposobu istnienia rzeczy, budują arbitralne przywiązania i pożądania, emocje i obawy itd. Chociaż ludzie doświadczają ich jako istniejących naprawdę, wszystkie one nie mają swojej wewnętrznej własnej natury. Mazu argumentuje, że zaprzestanie tworzenia wszelkich umysłowych pojęć i przekroczenie dualności służy jako katalizator urzeczywistnienia rzeczywistości, która jest ta sama, niezależnie od tego czy osoba jest nieświadoma tego, czy przebudziła się do tego.
Mazu podaje także, jakiego rodzaju zrozumienie jest konieczne do osiągnięcia uniwersalnej Drogi:
| Własna natura jest pierwotnie całkowita. Jeśli tylko ani dobre ani złe rzeczy nie zaciemniają jej, to wtedy ta osoba uprawia Drogę. Chwytanie dobra i odrzucanie zła, kontemplowanie pustki i wchodzenie w samādhi, wszystko to należy do działania. Jeśli ktoś szuka na zewnątrz, oddala się od tego. Po prostu skończ z umysłowymi pojęciami w trzech światach. Jeśli nie ma tam żadnej myśli, to wtedy ktoś likwiduje korzeń narodzin i śmierci, i osiąga najwyższy skarb króla Dharmy. |

#### Zręczne środki
Według Mazu wszystkie doktryny są tymczasowe; żadna nie jest kompletna. Tak jak wszystkie zjawiska (fenomeny), doktryny religijne i umysłowe zmartwienia, które one starają się zrównoważyć, są pozbawione zarówno wrodzonej realności jak i istnienia (samego z siebie). Chociaż żadna doktryna, niezależnie od tego jak jest głęboka, nie może uchwycić prawdziwej natury rzeczywistości, która jest poza myślami i teoretycznymi tworami, to nie znaczy, że wszystkie te doktryny są sobie równe, lub że nie ma stopniowania ich zdolności do rozjaśnienia głębokich prawd i ułatwienia zrozumienia rzeczywistości. To doprowadziło Mazu (i później jego następców) do zajęcia się funkcją religijnego języka. Problemem tu jest m.in. to, że zarówno doktryny jak i język, niezależnie od tego jak mogą być w pewnym momencie użyteczne, często stają się obiektami przywiązania uczniów. Kiedy pojawiają się te przywiązania, krępują one umysł i stają się przeszkodami na drodze do prawdziwego wglądu, powstrzymując duchowy postęp i urzeczywistnienie. Z tego powodu Mazu i inni mistrzowie chan nieustannie stawali przez wyzwaniem, jakim było przekształcanie i dostosowywanie ich nauk w odpowiedzi na skłonności uczniów do przywiązywania się do poszczególnych wypowiedzi, uwag i punktów widzenia.
Mazu i jego następcy nagięli lub, może lepiej, rozciągnęli język aż do granicy pęknięcia. Język chan nie jest językiem pięknym, nie ma cudownych fraz literackiej ekspresji. Wręcz przeciwnie, jest to język, który zwrócił się ku wzorcom codziennego języka, prostego słownictwa, używania miejscowego żargonu i idiomów. A jednak zapisane rozmowy mistrzów z uczniami i mistrzów z innymi mistrzami uderzają niezwykłą autorytatywnością. Przyczyną tego jest między innymi to, że przekazują one energię związku i spotkania pomiędzy duchowymi mistrzami i ich uczniami. Czytając je nawet dziś odczuwa się na głębokim poziomie zrozumienia, gotowość słów mistrza do przebudzenia ucznia. Równocześnie uderza także spontaniczność i improwizacyjność tych rozmów. Podstawową i główną funkcją tych słów, zdań czy też całych rozmów jest jednak tylko i wyłącznie ich zdolność do wywołania, zawsze i wszędzie, przebudzenia.
Mazu był pierwszym mistrzem chan, który wprowadził w nauczaniu pewne metody, bezpośrednio i niemedytacyjnie prowadzące uczniów do stanu niemyślenia. Był eksperymentatorem i pionierem licznych metod, które później zostały doprowadzone do doskonałości przez jego następców i ich spadkobierców.
Był pierwszym mistrzem chan, który świadomie zadawał uczniowi pytanie, na które nie było odpowiedzi, aby w chwili, gdy pytana osoba borykała się w stanie wielkiej frustracji nad odpowiedzią, krzyknąć jej do ucha he!, spodziewając się, że ów wstrząs wprowadzi ucznia w niedualny stan umysłu. Mazu był potężnej budowy, miał przeszywający wzrok i niezwykle donośny głos. Jak zanotowano w Przekazie lampy (chiń. Chuandeng lu) Spoglądał jak tygrys, kroczył jak byk. Jak opowiadał Baizhang, gdy Mazu krzyknął przy nim he!, to ogłuszył go na trzy dni.
Za oświecenie mistrz uważał wgląd we własną naturę, rozumiany jako intuicyjne zrozumienie kim i czym jestem. Twierdził, że owa prawda może być nauczona jakąkolwiek metodą użytą w odpowiednim czasie. Stosował zatem szturchnięcia, uderzenia i wszelkie tego typu fizyczne działania, pytania bez odpowiedzi, krzyki, ciszę, zapytania, odpowiedzi, wyrażenia, cytaty itd. Można powiedzieć, że Mazu ustanowił właściwie pedagogiczne podstawy nowego chanu. Nie jest konieczne poszukiwanie jakiejś szczególnej zdolności w umyśle dla oświecenia. Każde zachowanie jest umysłem, ujawnieniem natury Buddy. Pstryknięcie palcami, zmarszczenie brwi, kaszlnięcie, uśmiech, złość, smutek czy pragnienia są działaniami umysłu Buddy: są Dao, są Drogą. Nie ma żadnej potrzeby aby czynić jakieś szczególne działania; bycie naturalnym - jest Drogą. Chodzić naturalnie, siedzieć naturalnie, spać naturalnie – jest Drogą. Pozwolić umysłowi być swobodnym; nie zakładać robienia dobra, nie zakładać robienia zła. Nie ma Prawa do dotrzymywania, ani stanu Buddy do osiągania. Utrzymywać wolny umysł i nie odstępować od pustki – to jest Dao.
Wszystko to wykazuje, że Mazu nie tylko odrzucił wszystkie narzędzia tradycyjnego buddyzmu, ale jeszcze ułatwił oświecenie przez sprowadzenie go do warunków świeckiego życia i akceptacji naturalnego stanu ludzkich działań. Był znakomicie obeznany ze wszystkimi sutrami mahajany, ale nigdy nie wspomniał o Huinengu i Diamentowej Sutrze. Używał prostego, codziennego języka i nie zachęcał do praktyki przez opisywanie wspaniałych jej skutków, gdyż spowodowałoby to jeszcze jedno przywiązanie u ucznia i raczej przeszkadzałoby w znalezieniu tej pozaintelektualnej intuicji, którą opisywał, używając terminu Dao:
Uprawianie (praktyka) jest bez użytku dla osiągnięcia Dao.
Jedyną rzeczą, którą można robić, to być wolnym od skalań. Gdy czyjś umysł jest splamiony myślami o życiu i śmierci lub rozmyślnym działaniem, to jest skalanie. Uchwycenie Prawdy jest działaniem codziennego umysłu. Codzienny umysł jest wolny od umyślnego działania, wolny od pojęć właściwego i błędnego, brania i dawania, ograniczoności czy skończoności... Wszystkie nasze codzienne czynności, nasze radzenie sobie z różnymi sytuacjami, gdy one powstają – są Dao.
Wszystkie jego mowy twierdzą, mówiąc ogólnie, że rzeczywistość jest jedynie naszym umysłem, a oświecenie zawiera nierozumowe tego rozpoznanie.
Wszyscy z was pragną urzeczywistnić, że wasz własny umysł jest Buddą, to jest, że ten umysł jest umysłem Buddy... Ci, którzy poszukują prawdy, mogą urzeczywistnić, że nie ma niczego do poszukiwania. Nie ma Buddy oprócz umysłu, nie ma umysłu oprócz Buddy.
Mazu w swoim nauczaniu opierał się oczywiście na śūnyacie (pustce) Nagardżuny i wskazywał, że nawet twory umysłu są efemeryczne i nie posiadają własnej natury. Rzeczywistość jest dla nas tym, co mówią nam na ten temat nasze umysły a oświecenie czy stanie się Buddą są jedynie dojściem do porozumienia z samym sobą i z tym oszukańczym i podstępnym umysłem, który bezustannie wymyśla nam naszą rzeczywistość.

##### Przykłady
- Dwa znane gong’any z Wumenguan (Bezbramna brama) pokazują wyraźnie jeden z jego sposobów nauczania.

Pytany przez Dameia Czym jest Budda?, Mazu odparł Umysł jest Buddą.
Pytany innym razem o to samo przez mnicha odparł Ani umysłem, ani Buddą.
Tak więc zależnie od okoliczności, od stopnia rozwoju ucznia – raz użył formuły pozytywnej, a drugi raz – negatywnej. Ich sprzeczność jest jednak sprzecznością pozorną, względną.
- Oto inna historia:

Mnich spytał Dlaczego mistrz stwierdził "Umysł jest Buddą"?
Ponieważ chciałem aby dziecko przestało płakać.
Mnich upierał się A kiedy płacz już ustał, co jest wtedy?
Mazu odparł Ani umysł, ani Budda.
Mnich Jak nauczysz człowieka, który nie potrzebuje żadnego z nich?
Mistrz Powiedziałbym mu "Ani rzeczami".
Mnich A jeśli spotkasz człowieka wolnego od przywiązań do wszelkich rzeczy, co powiesz mu wtedy?
Mistrz Dałbym mu doświadczyć wielkiego Dao.
To, co później zaczęło być znane jako wenda (jap. mondo), czyli specyficzna rozmowa (wen - pytanie, da - odpowiedź) mistrza z uczniem, także zostało zapoczątkowane przez Mazu. Mistrz całkowicie zerwał z tradycją Huinenga i Shenhui, którzy siedząc na podwyższeniu wygłaszali mowy, a następnie grzecznie wysłuchiwali pytań zebranych. Rozmowa z Mazu przypominała walkę; była pełna zasadzek, umyślnych nielogiczności, pytań bez odpowiedzi, zaskakujących i prowokujących zwrotów.
Pewnego dnia Baizhang towarzyszył swemu mistrzowi na spacerze i obaj usłyszeli lecące stado dzikich gęsi.
Co to – spytał Mazu.
To dzikie gęsi, Mistrzu.
Dokąd one lecą?
Już odleciały
Nagle Mazu chwycił Baizhanga za nos i wykręcił mu go.
Auu! Auu! – wrzasnął Baizhang z bólu.
Twierdzisz, że już odleciały, a przecież mimo tego były tu od samego początku – powiedział Mazu.
W tym momencie Baizhang osiągnął oświecenie.
Pewien mnich narysował przed Mazu cztery linie. Górna linia była długa, a pozostałe krótkie. Następnie rzekł
Cóż jeszcze możesz powiedzieć poza powiedzeniem, że jedna linia jest długa, a pozostałe trzy krótkie?
Mazu narysował na ziemi jeszcze jedną linię i rzekł Jej nie można nazwać ani długą ani krótką. To jest moja odpowiedź.
Ta odpowiedź Mazu jest właśnie istotą chan.
Pewnego razu wieczorem, gdy [mistrz] cieszył się światłem księżyca razem ze swoimi trzema uczniami, nagle spytał Co możecie zrobić właściwego teraz, właśnie w tym momencie?
Jeden z mnichów rzekł Najlepsze byłoby studiowanie sutr tych starożytnych, którzy osiągnęli oświecenie.
Drugi mnich, słynny później mistrz chan Baizhang Huaihai rzekł Powinno to być dobre dla praktyki medytacji.
Trzeci mnich, także słynny później mistrz chan Nanquan Puyuan, po prostu wstał, strzepnął rękawy swojej szaty i milcząc poszedł dalej.
Mazu powiedział Teksty sutr powracają do buddyjskiego kanonu, a medytacja do niezróżnicowanego oceanu, lecz Nanquan sam przeskoczył przez to i przewyższył je.
Był to tryumf prostego działania nad religijnością i abstrakcją.

## Linie przekazu Dharmy
+ Nazwiska z listy Jinhua Jia. Uczniowie ułożeni są w porządku alfabetycznym.
x Mistrzowie, którzy wybudowali własny klasztor.
Pierwsza liczba oznacza liczbę pokoleń mistrzów od 1 Patriarchy indyjskiego Mahakaśjapy.
Druga liczba oznacza liczbę pokoleń od 28/1 Bodhidharmy, 28 Patriarchy Indii i 1 Patriarchy Chin.
Trzecia liczba oznacza początek nowej linii przekazu w danym kraju.
- 33/6. Huineng (638–713)
  - 34/7. Nanyue Huairang (677–744)
    - 35/8. Mazu Daoyi (709–788) szkoła hongzhou
      - 36/9. Anfeng Huaikong+x (697–784) (klasztor w Xuzhou w Jiangsu)
      - 36/9. Baihu Faxuan+ (klasztor w Shaozhou w Guangdong)
      - 36/9. Bailing+ heshang
      - 36/9. Baiyan Changche+ (bd) (klasztor w Taizhou w Zhejiang)
      - 36/9. Baiyan Mingzhe+ (bd) (klasztor w Dingzhou w Hebei)
      - 36/9. Baizhang Huaihai+x (720–814) (klasztor w Hongzhou w Jiangxi)
        - 37/10. Baizhang Weizheng (zm. 819)
        - 37/10. Baizhang Niepan (bd) w niektórych tekstach przypisywany Mazu
        - 37/10. Guishan Lingyou (771–853) szkoła guiyang
        - 37/10. Huangbo Xiyun (zm. 850)
          - 38/11. Linji Yixuan (zm. 867) szkoła linji

        - 37/10. Vô Ngôn Thông (zm. 826) (Wuyan Tong) Wietnam: szkoła vô ngôn thông)

      - 36/9. Banshan Baoji (720–814)
        - 37/10. Zhenzhou Puhua (zm. 860)

      - 36/9. Beilan Rang+ (bd) (klasztor w Hongzhou w Jiangxi)
      - 36/9. Benxi+ heshang (bd)
      - 36/9. Caotang+ heshang (bd) (klasztor w Jingzhao fu w Shanxi)
      - 36/9. Caoyi Fengchu+ (bd) (klasztor w Hengzhou w Hunanie)
      - 36/9. Changzhou Minggan+ (bd) (klasztor w Changzhou w Jiangsu)
      - 36/9. Chao’an+ (bd)
      - 36/9. Chongtai+ (bd)
      - 36/9. Cibei Liangjin+ (bd) (klasztor w Jinzhou w Shaanxi)
      - 36/9. Dadi+ heshang (bd) (klasztor w Xinzhou w Shanxi)
      - 36/9. Dahui Daowu+ (bd)
      - 36/9. Damei Fachang+x (752–839) (klasztor w Mingzhou w Zhejiang)
        - 37/10. Juzi (bd)
        - 37/10. Hangzhou Tianlong
          - 38/11. Jinhua Juzhi (bd)

      - 36/9. Danxia Tianran+x (739–824) spadkobierca Shitou Xiqiana (klasztor w Dengzhou w Henanie)
      - 36/9. Datong Guangdeng+ (bd) (klasztor w Lizhou w Hunan)
      - 36/9. Dayang Xiding+ (bd) (klasztor w Yingzhou w Hubei)
      - 36/9. Dazhu Huihai+ (bd) (klasztor w Yuezhou w Zhejiang)
      - 36/9. Danyuan Yingzhen+ (bd) potem został uczniem Nanyanga Huizhonga
      - 36/9. Deng Yinfeng+ (bd) (klasztor w Daizhou w Shanxi)
      - 36/9. Dongsi Ruhui+ (744–823) (klasztor w Tanzhou w Hunanie)
      - 36/9. Dong’an+ heshang (bd)
      - 36/9. Dongquan Weixian+ (bd) (klasztor w Yuezhou w Zhejiang)
      - 36/9. Ehu Dayi+x (746–818) (klasztor w Xinzhou w Jiangxi)
        - 37/10. Wangmu Xiaoran

      - 36/9. Ezhou Wudeng+x (749–830) (klasztor w Ezhou w Hubei)
      - 36/9. Fengshan Hongjun+ (bd) (klasztor w Huzhou w Zhejiang)
      - 36/9. Fenzhou Wuye+ (Dada) (760)–821) (klasztor w Fenzhou w Shanxi)
      - 36/9. Fo’ao+ heshang (bd) (klasztor w Wenzhou w Zhejiang)
      - 36/9. Foguang Ruman+ (752–846) (klasztor w Luoyangu w Henanie)
        - 37/10. Bo Juyi (772–846)

      - 36/9. Fubei+ heshang (bd)
      - 36/9. Fuchong (klasztor w Chang’anie w Shaanxi)
      - 36/9. Funiu Zizai+ (741–821) (klasztor w Luoyangu Henanie)
      - 36/9. Fuqi Ce+ (bd) (klasztor w Huazhou w Shaanxi)
      - 36/9. Furong Taiyu+ (747–826) (klasztor w Changzhou w Jiangsu)
      - 36/9. Fuxi+ heshang (bd)
      - 36/9. Ganquan Zhixian+ (bd) (klasztor w Taiyuan w Shanxi)
      - 36/9. Gaocheng Fazang+ (bd)
      - 36/9. Gaoying+ (bd)
      - 36/9. Guangming Puman+ (bd)
      - 36/9. Guiyang Wuliao (787-867) już z dat wynika, że nie mógł być uczniem Mazu
      - 36/9. Guizong Zhichang+ (bd) (klasztor w Jiangzhou w Jiangxi)
        - 37/10. Gao’an Dayu (bd)
          - 38/11. Weishan Lianran (bd)
          - 38/11. Moshan' mniszka'

      - 36/9. Gusi+ heshang (bd) (klasztor w Quzhou w Jiangxi)
      - 36/9. Hailing Qingyun+ (bd) (klasztor w Yangzhou w Jiangsu)
      - 36/9. Hangwu Zhizang+x (741–849) (klasztor w Hangzhou w Zhejiang)
      - 36/9. Hangzhou Zhizang+ (741–819) (pochodził z Indii) (klasztor w Yuezhou w Zhejiang)
      - 36/9. Haozhi (bd) (klasztor Anguo w Chang’anie w Shaanxi)
      - 36/9. Heijian+ heshang (bd) (klasztor w Luoyangu w Henanie)
      - 36/9. Heiyan+ heshang (bd)
      - 36/9. Hezhong Baoqing+ (bd) (klasztor w Puzhou w Shanxi)
      - 36/9. Hezhong Fazang+ (bd) (klasztor w Puzhou w Shanxi)
      - 36/9. Hezhong Huaize+ (bd) (klasztor w Puzhou w Shanxi)
      - 36/9. Hongluoshan+ heshang (bd) (klasztor w Youzhou w Hebei)
      - 36/9. Hongshan Shanxin+x (zm. 827) (klasztor w Suizhou w Hubei)
      - 36/9. Hongtang+ heshang (bd) (klasztor w Ezhou w Hubei)
      - 36/9. Hongzhou Shuilao+ (bd) (klasztor w Hongzhou w Jiangxi)
      - 36/9. Huaitao (bd) (klasztor w Chang’anie w Shaanxi)
      - 36/9. Hualin Shanjue+ (bd) (klasztor w Tanzhou w Hunanie)
      - 36/9. Huayan Zhizang+ (zm. 835) (klasztor w Chang’anie w Shaanxi)
      - 36/9. Huishan Tanji+ (bd) (klasztor w Chizhou w Anhui)
      - 36/9. Huiyun+ (bd)
      - 36/9. Jingnan Baozhen+ (klasztor w Jingzhou w Hubei)
      - 36/9. Jingzhao Zhizang
      - 36/9. Jinku Weizhi+ (bd)
      - 36/9. Jinniu+ heshang (bd) (klasztor w Zhenzhou w Hebei)
      - 36/9. Jiujing Xuance+x (zm. 854) (klasztor w Huangzhou w Hebei)
      - 36/9. Kaiyuan Xuanxu+ (bd) (klasztor w Hongzhou w Jiangxi)
      - 36/9. Kulsan Towŏn+ (bd) Korea – Silla) (klasztor w Silli)
      - 36/9. Kunshan Dingjue+ (bd) (klasztor w Suzhou w Jiangsu)
      - 36/9. Langrui+ (bd)
      - 36/9. Letan Changxing+ (bd) (klasztor w Hongzhou w Jiangxi)
      - 36/9. Letan Fahui+ (bd) (klasztor w Hongzhou w Jiangxi)
      - 36/9. Letan Weijian+ (bd) (klasztor w Hongzhou w Jiangxi)
      - 36/9. Lifan+ (zm. 829) autor Xuansheng qulu
      - 36/9. Lishan+ heshang (bd)
      - 36/9. Licun Ziman+ (bd) (klasztor w Xinzhou w Shanxi)
      - 36/9. Lianshan Shenwan+ (bd)
      - 36/9. Lufu Farou+ (bd) (klasztor w Luzhou w Shanxi)
      - 36/9. Lushan Fazang+x (ok. 745–826) (klasztor w Jiangzhou w Jiangxi)
      - 36/9. Luzu Baoyun+ (Fayun) (bd) (klasztor w Chizhou w Anhui)
      - 36/9. Lühou Ningbi+ (754–828) (klasztor w Yuezhou w Zhejiang)
      - 36/9. Luofu Daoxing+ (ok. 731–825) (klasztor w Guangzhou w Guangdong)
      - 36/9. Magu Baoche+ (ur. 720?) (klasztor w Puzhou w Shanxi)
        - 37/10/1. Muyŏm (799–888) Korea. Szkoła sŏngju

      - 36/9. Matou Shenzang+ (bd) (klasztor w Cizhou w Hebei)
      - 36/9. Mengxi+ heshang (bd)
      - 36/9. Miling+ heshang (bd) (klasztor w Hongzhou w Jiangxi)
      - 36/9. Mingxi Daoxing+ (bd) (klasztor w Lizhou w Hunanie)
      - 36/9. Nanquan Puyuan+x (748–835) (klasztor w Cizhou w Anhui)
        - 37/10. Changsha Jingcen (zm. 868)
        - 37/10. Zhaozhou Congshen (778–897)
          - 38/11. Yanyang Shanzhao (bd) (Shanxin)

        - 37/10/1. Toyun (797–868) Korea. Szkoła saja

      - 36/9. Nanyuan Daoming+ (bd) (klasztor w Yuanzhou w Jiangxi)
      - 36/9. Nanyue Zhizhou+ (bd) (klasztor w Hengzhou w Hunanie)
      - 36/9. Panshan Baoji+ (720-814)) (klasztor w Youzhou w Hebei)
        - 37/10. Zhenzhou Puhua (zm. 860) czasem ujmowany jako spadkobierca Linjiego Yixuana

      - 36/9. Pang Yun+ (bd) (klasztor w Xiangzhou w Hubei)
      - 36/9. Pangyun Jushi (740–808)
      - 36/9. Qianqing Mingjue+x (zm. 831) (klasztor w Hangzou w Zhejiang)
      - 36/9. Qianyuan Hui+ (bd) (klasztor w Fuzhou w Fujian)
      - 36/9. Qianzhou Fazang+ (bd) (klasztor w Qianzhou w Jiangxi)
      - 36/9. Qifeng+ heshang (bd) (klasztor w Hangzou w Zhejiang)
      - 36/9. Qiling Zhitong+ (bd) (klasztor w Yangzhou w Jiangsu)
      - 36/9. Qinglian Yuanli+ (bd) (klasztor w Luzhou w Shanxi)
      - 36/9. Qizhou Daoyan+ (bd) (klasztor w Qizhou w Shandong)
      - 36/9. Shaozhou Ruyuan+ (bd) (klasztor w Shaozhou w Guangdong)
      - 36/9. Sanjiao Zongyin+ (bd) (klasztor w Tanzhou w Hunanie)
      - 36/9. Shanshan Zhijian+ (bd) (klasztor w Chizhou w Anhui)
      - 36/9. Shigong Huizang+ (bd) (klasztor w Fuzhou w Jiangxi)
      - 36/9. Shijiu+ heshang (bd)
      - 36/9. Shilin+ heshang (bd)
      - 36/9. Shishuang Dashan+ (bd) (klasztor w Tanzhou w Hunanie)
      - 36/9. Shongshan+ heshang (bd)
      - 36/9. Shuangling Daofang+ (bd) (klasztor w Hongzhou w Jiangxi)
      - 36/9. Shuitang+ heshang (bd) (klasztor w Tingzhou w Fujian)
      - 36/9. Songzi Zhicong+ (bd) (klasztor w Lizhou w Hunanie)
      - 36/9. Tianhuang Daowu+x (727–808) spadkobierca Shitou Xiqiana (klasztor w Jingzhou w Hubei)
        - 37/10. Longtan Chongxin (bd)
          - 38/11. Deshan Xuanjian (780–865)
            - 39/12. Xuefeng Yicun (822–908)
              - 40/13. Taiyuan Fu (868-937)
              - 40/13. Wŏnnap Koreańczyk
              - 40/13. Yŏngjo Koreańczyk (zm. ok. 947)
              - 40/13. Furong Lingxun (bd)
              - 40/13. Jingqing Daofu* (863–937 (także Shunde)
              - 40/13. Cuiyan Lingcan* (Cuiyan Yongming)(bd)
              - 40/13. Yunmen Wenyan* (862–949) szkoła yunmen
              - 40/13. Baofu Congzhan* (zm. 928)
                - 41/14. Zhaoqing Wendeng (884–972) - autor Quanzhou Qianfo xinzhu zhuzu song (Nowo skomponowane pochwały różnych mistrzów patriarchalnych [ułożone w] klasztorze Qianfo w Quanzhou) (ok. 945 r.)
                - 41/14. Lontan Ruxin (bd)
                - 41/14. Shangu Xingchong (bd)
                - 41/14. Baoci Wenqin (bd)
                - 41/14. Yanshou Huilun (bd)
                  - 42/15. Guizong Daoquan (bd)

              - 40/13. Xuansha Shibei* (835–908)
                - 41/14. Zhongta Huiqui (bd)
                - 41/14. Luohan Guichen (867–928)
                  - 42/15. Longji Shaoxiu (zm. 954)
                  - 42/15. Tianbing Congyi (bd)
                  - 42/15. Qingqi Hongjin (bd)
                  - 42/15. Fayan Wenyi (885–958) szkoła fayan

              - 40/13. Changqing Huileng* (854–932)
                - 41/14. Xianzong Cichan (bd)
                - 41/14. Zhaoqing Daokuang (bd)
                - 41/14. Baozi Guangyun (bd)

              - 40/13. Zhangsheng Jiaoran* (bd)
              - 40/13. Ehu Zhifu* (bd)
              - 40/13. Dapu Xuantong* (bd)
              - 40/13. Bao’en Huaiyue* (bd)
              - 40/13. Huadu Shiye* (bd)
              - 40/13. Gushan Shenyan* (bd)
              - 40/13. Xiangshou Shaoxiang* (bd)
              - 40/13. Anguo Hongtao* (bd)
              - 40/13. Jiyun Lingzhao* (bd)
              - 40/13. Yongfu Congyan* (bd)
              - 40/13. Fuqing Xuanna* (bd)
              - 40/13. Hushan Yanzong* (bd)
              - 40/13. Nanyue Weijing* (bd) (Weijing Chanshi) - autor Xu Baolin zhuan (Ciągły przekaz z Lasu Skarbu)
              - 40/13. Yueshan Jianzhen* (bd)
              - 40/13. Shuilong Daopu* (bd)

      - 36/9. Wangwu Xingming+ (bd) (klasztor w Henanfu w Henanie)
      - 36/9. Wujiu Youxuan+ (bd) Wujiu Dingzhou? (bd)
      - 36/9. Wutai Yinfeng (bd)
        - 37/10. Wuyu (bd.)

      - 36/9. Wuxie Lingmo+ (746–818) (klasztor w Wuzhou w Zhejiang)
      - 36/9. Xiangyuan Huaitan+ (bd)
      - 36/9. Xiangzhou Changjian+ (bd) (klasztor Xiangzhou w Hubei)
      - 36/9. Xianshan Dingqing+ (bd) (klasztor Xiangzhou w Hubei)
      - 36/9. Xiantong Jueping+ (bd) (klasztor w Chang’anie w Shaanxi)
      - 36/9. Xiaoyao+ heshang (bd) (klasztor w Fuzhou w Jiangxi)
      - 36/9. Xingguo Shencou+ (744–817) (klasztor w Jiangzhou w Jiangxi)
      - 36/9. Xingping+ heshang (bd) (klasztor w Jingzhaofu w Shaanxi)
      - 36/9. Xingshan Weikuan+ (755–817) (klasztor Anguo w Chang’anie w Shaanxi)
      - 36/9. Xinsi Baoji+ (bd) (klasztor w Jingzhou w Hubei)
      - 36/9. Xishan Liang+ zouzhu (bd) (klasztor w Hongzhou w Jiangxi)
      - 36/9. Xitang Zhizang+ (738–817) (klasztor w Qianzhou w Jiangxi)
        - 37/10/1. Chinggak Hongch'ŏk (bd) Korea. Szkoła silsang
        - 37/10/1. Chŏgin Hyech'ŏl (785–861) Korea. Szkoła tongni
        - 37/10/1. Wŏnjŏk Toŭi (zm. 825) Korea. Szkoła kaji

      - 36/9. Xiuxi+ heshang (bd) (klasztor w Tanzhou w Hunanie)
      - 36/9. Xiyuan Tanzang+ (758–827) (klasztor w Hengzhou w Hunanie)
      - 36/9. Xunzhou Xiuguang+ (Luofu) (bd) (klasztor w Xunzhou w Guangdong)
      - 36/9. Yangqi Zhenshu+ (zm. 820) (klasztor w Yuanzhou w Jiangxi)
      - 36/9. Yanguan Qi’an+x (752–842) (klasztor Hangzhou w Zhejiang)
        - 37/10/1. Chingam Hyeso (773–850) Korea
        - 37/10/1. T'onghyo Pŏmil (810–889) Korea. Szkoła sagul
        - 37/10/1. Yikong (jap. Gikū) Japonia
        - 37/10. Guannan Daochang (bd)
          - 38/11. Guannan Daowu (bd)

      - 36/9. Yaoshan Weiyan+x (744–827) spadkobierca Shitou Xiqiana (klasztor w Lizhou w Hunanie)
        - 37/10. Beishu heshang

      - 36/9. Yinshan+ heshang (bd) (klasztor w Tanzhou w Hunanie)
      - 36/9. Yixing Shengbian+ (bd) (klasztor w Changzhou w Jiangsu)
      - 36/9. Yongtai Lingrui+ (761–829) (klasztor w Jingzhou w Hubei)
        - 37/10. Bimoyan heshang

      - 36/9. Yuandi+ chanshi (bd) (klasztor w Lianzhou w Hunanie)
      - 36/9. Yunshui Jingzong+ (bd)
      - 36/9. Yunxiu Shenjian+ (zm. 844) (klasztor w Tangzhou w Henanie)
      - 36/9. Yutai Weiran+ (bd)
      - 36/9. Zechuan+ heshang (bd)
      - 36/9. Zhangjing Huaihui+ (756–816) (Huaiyun) (klasztor w Chang’anie w Shaanxi)
        - 37/10/1. Hyŏnuk (787–869) Korea. Szkoła pongnim
        - 37/10. Hongbian (bd)

      - 36/9. Zhaoti Huilang+ (738–820) (klasztor w Tanzhou w Hunanie)
      - 36/9. Zhenzhou Jiannin (bd)
      - 36/9. Zhiguang+ (bd)
      - 36/9. Zhongyi Hong’en+ (bd) (klasztor Langzhou w Hunanie)
      - 36/9. Zhujing Qinghe+ (bd) (klasztor w Shaozhou w Guangdong)
      - 36/9. Ziyin Weijian+ (bd)
      - 36/9. Ziyu Daotong+x (731–813) (klasztor w Tangzhou w Henanie)
      - 36/9. Zongyin Deshan (bd)